# Głuchołazy
Głuchołazyⓘ (antes Kozia Szyja, Cygenhals, em latim: Capri Collum, em alemão: Ziegenhals, em tcheco/checo: Hlucholazy e em silesiano: Guchołazy, Koziŏszyja) é um município no sudoeste da Polônia, na voivodia de Opole, no condado de Nysa e é a sede da comuna urbano-rural de Głuchołazy. Historicamente, está localizado na Baixa Silésia, na junção das Montanhas Opawskie (Sudetos) e Przedgórze Głuchołaska-Prudnickie (Sopé dos Sudetos). O rio Biała Głuchołaska flui por ele.
Nos anos de 1975 a 1998, o município pertencia administrativamente à antiga voivodia de Opole.
Estende-se por uma área de 6,8 km², com 12 545 habitantes, segundo o censo de 31 de dezembro de 2024, com uma densidade populacional de 1 834 hab./km².
Em 2018, a cidade recebeu o título honorário de Cidade da Ordem do Sorriso, uma distinção internacional concedida desde 1968 por atividades que levam alegria às crianças.

## Toponímia

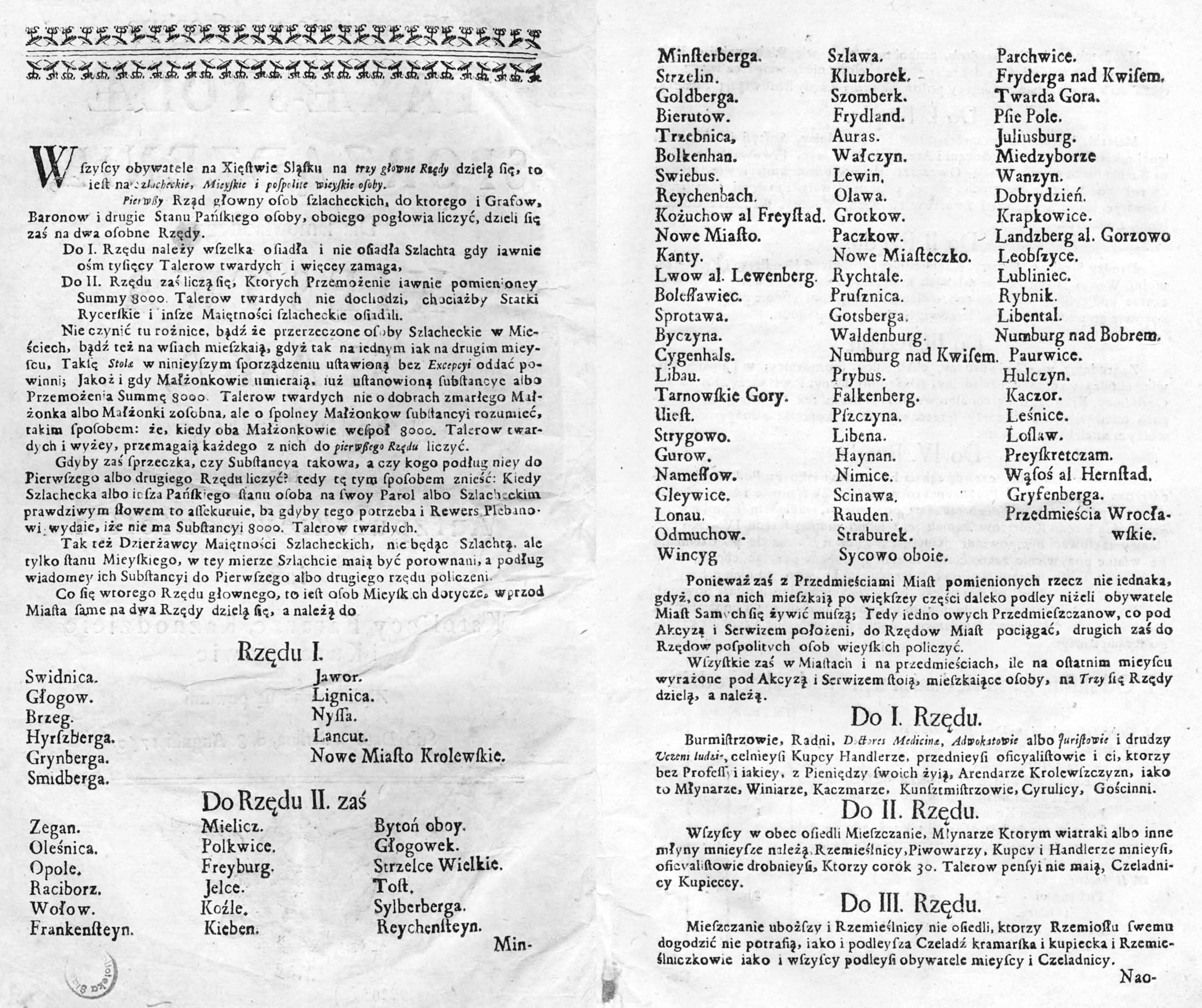
Cygenhals, entre outros nomes de cidades da Silésia, em um documento oficial prussiano de 1750 publicado em polonês em Berlim.

O nome Głuchołazy foi derivado do termo tcheco hluché lazy (campo inútil ou estéril). O antigo nome da cidade, Kozia Szyja, foi derivado do curso sinuoso do rio Biała Głuchołaska. Sua contraparte alemã foi Ziegenhals. O nome alemão também foi escrito na forma latinizada de Caprae Colium. No passado, os nomes poloneses Złoty Zakątek e Cygenhals também eram usados.
Em 1750, o nome polonês Cygenhals foi mencionado por Frederico II entre outras cidades da Silésia em uma ordem oficial emitida para os habitantes da Silésia.
O nome polonês da vila na forma de Koziascyja no livro Um breve esboço da geografia da Silésia para a ciência inicial publicado em Głogówek em 1847 foi mencionado pelo escritor silesiano Józef Lompa.
O nome atual foi aprovado administrativamente em 7 de maio de 1946.

## Geografia

### Localização

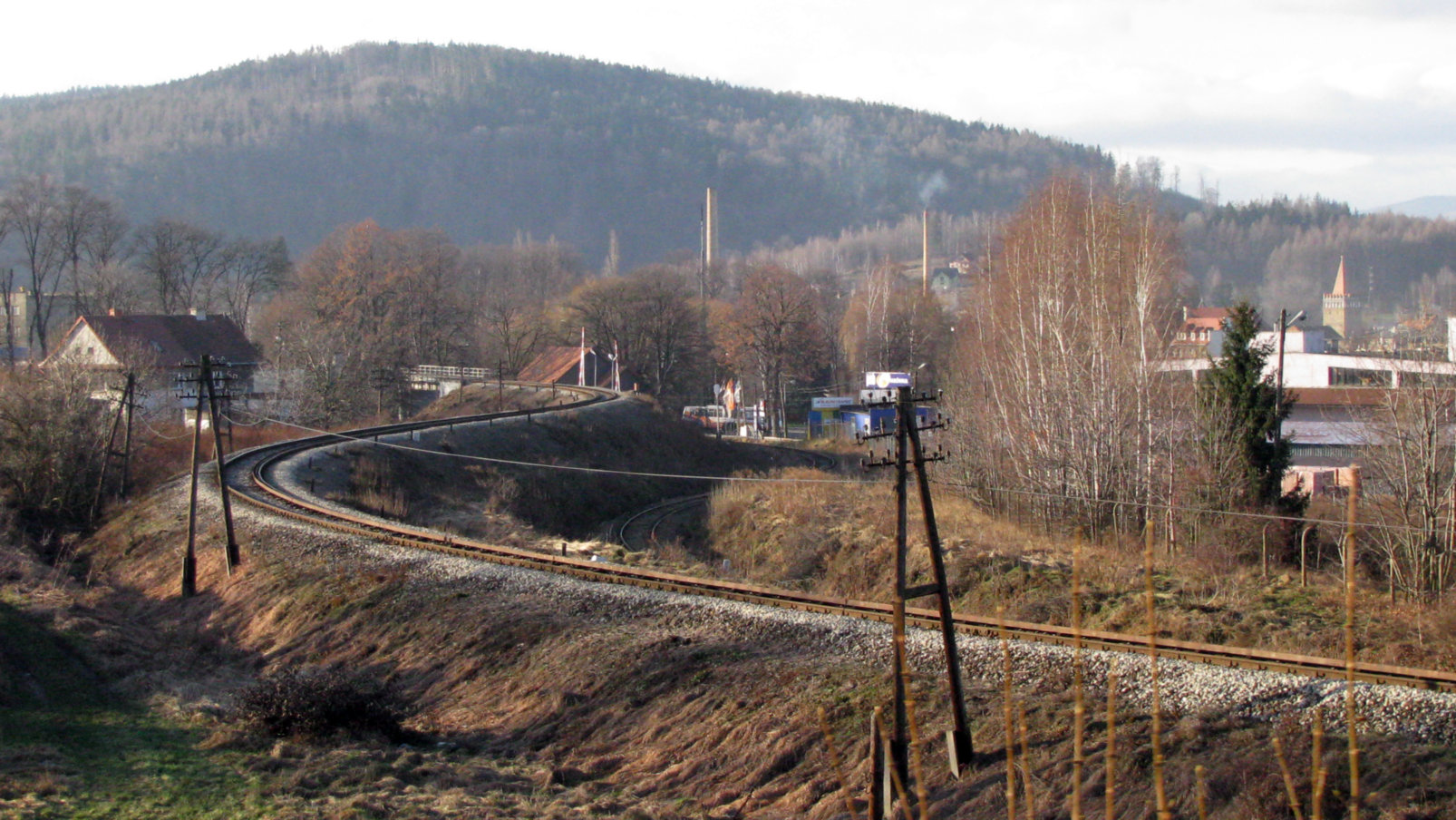
Vista oriental de Głuchołazy

A cidade está localizada no sudoeste da Polônia, na voivodia de Opole, bem na fronteira com a República Tcheca, na divisa das montanhas Opava e da região de Głuchołazy-Prudnick. Grande parte da cidade está situada em um terreno plano a uma altitude de aproximadamente 288 metros acima do nível do mar. Formalmente, além do desenvolvimento urbano, a área da cidade inclui as encostas norte da montanha Parkowa (Kopa frontal), cobertas de floresta, ao sul. O ponto mais alto nos limites da cidade fica a 455 m acima do nível do mar, logo abaixo do cume do Kopa frontal. A parte sul da cidade, localizada no sopé e nas encostas mais baixas da montanha Parkowa, é uma área terapêutica, de lazer e de estância termal.
O rio Biała Głuchołaska flui pela cidade, formando meandros entre as colinas após cruzar a fronteira estatal. Ao sul da cidade, na encosta da montanha Parkowa, há duas reservas naturais: Nad Białką e Las Bukowy.

### Clima
O clima de Głuchołazy é influenciado por sua proximidade com os Sudetos, sendo as mais próximas as montanhas Opava. Este clima é “Cfb” segundo a classificação climática de Köppen-Geiger. 8,5 °C é a temperatura média em Głuchołazy. A precipitação média anual é de 930 mm. A cobertura de neve ocorre de dezembro a abril. As estações termais variam consideravelmente, com predominância de ventos ocidentais.
| Dados climatológicos para Głuchołazy | Dados climatológicos para Głuchołazy | Dados climatológicos para Głuchołazy | Dados climatológicos para Głuchołazy | Dados climatológicos para Głuchołazy | Dados climatológicos para Głuchołazy | Dados climatológicos para Głuchołazy | Dados climatológicos para Głuchołazy | Dados climatológicos para Głuchołazy | Dados climatológicos para Głuchołazy | Dados climatológicos para Głuchołazy | Dados climatológicos para Głuchołazy | Dados climatológicos para Głuchołazy | Dados climatológicos para Głuchołazy |
| Mês                                  | Jan                                  | Fev                                  | Mar                                  | Abr                                  | Mai                                  | Jun                                  | Jul                                  | Ago                                  | Set                                  | Out                                  | Nov                                  | Dez                                  | Ano                                  |
| ------------------------------------ | ------------------------------------ | ------------------------------------ | ------------------------------------ | ------------------------------------ | ------------------------------------ | ------------------------------------ | ------------------------------------ | ------------------------------------ | ------------------------------------ | ------------------------------------ | ------------------------------------ | ------------------------------------ | ------------------------------------ |
| Temperatura máxima média (°C)        | 0,2                                  | 1,9                                  | 6,4                                  | 12,8                                 | 17,1                                 | 20,2                                 | 22,3                                 | 22,2                                 | 17,4                                 | 12,2                                 | 6,9                                  | 1,9                                  | 11,8                                 |
| Temperatura média (°C)               | −2,2                                 | 1,0                                  | 2,6                                  | 8,3                                  | 13,0                                 | 16,4                                 | 18,3                                 | 18,1                                 | 13,6                                 | 9,0                                  | 4,5                                  | −0,3                                 | 8,5                                  |
| Temperatura mínima média (°C)        | −4,8                                 | −4,0                                 | −1,3                                 | 3,5                                  | 8,2                                  | 11,8                                 | 13,8                                 | 13,6                                 | 9,8                                  | 5,9                                  | 2,2                                  | −2,7                                 | 4,7                                  |
| Precipitação (mm)                    | 53                                   | 46                                   | 62                                   | 69                                   | 99                                   | 114                                  | 133                                  | 99                                   | 87                                   | 58                                   | 56                                   | 54                                   | 930                                  |
| Dias com precipitação                | 9                                    | 8                                    | 10                                   | 9                                    | 11                                   | 11                                   | 11                                   | 10                                   | 9                                    | 8                                    | 8                                    | 9                                    | 113                                  |
| Umidade relativa (%)                 | 84                                   | 83                                   | 78                                   | 70                                   | 72                                   | 72                                   | 72                                   | 72                                   | 76                                   | 81                                   | 84                                   | 84                                   | 77,3                                 |
| Fonte: 2023-06-17                    |                                      |                                      |                                      |                                      |                                      |                                      |                                      |                                      |                                      |                                      |                                      |                                      |                                      |

### Divisão administrativa
Conforme o Registro Oficial Nacional da Divisão Territorial do País, os distritos de Głuchołazy são:
- Głuchołazy-Zdrój
- Kamieniec
- Kolonia Jagiellońska

Há nomes de conjuntos habitacionais não padronizados na cidade:
- Koszyka
- Tysiąclecia
- Konstytucji 3 Maja

## História

### Idade Média

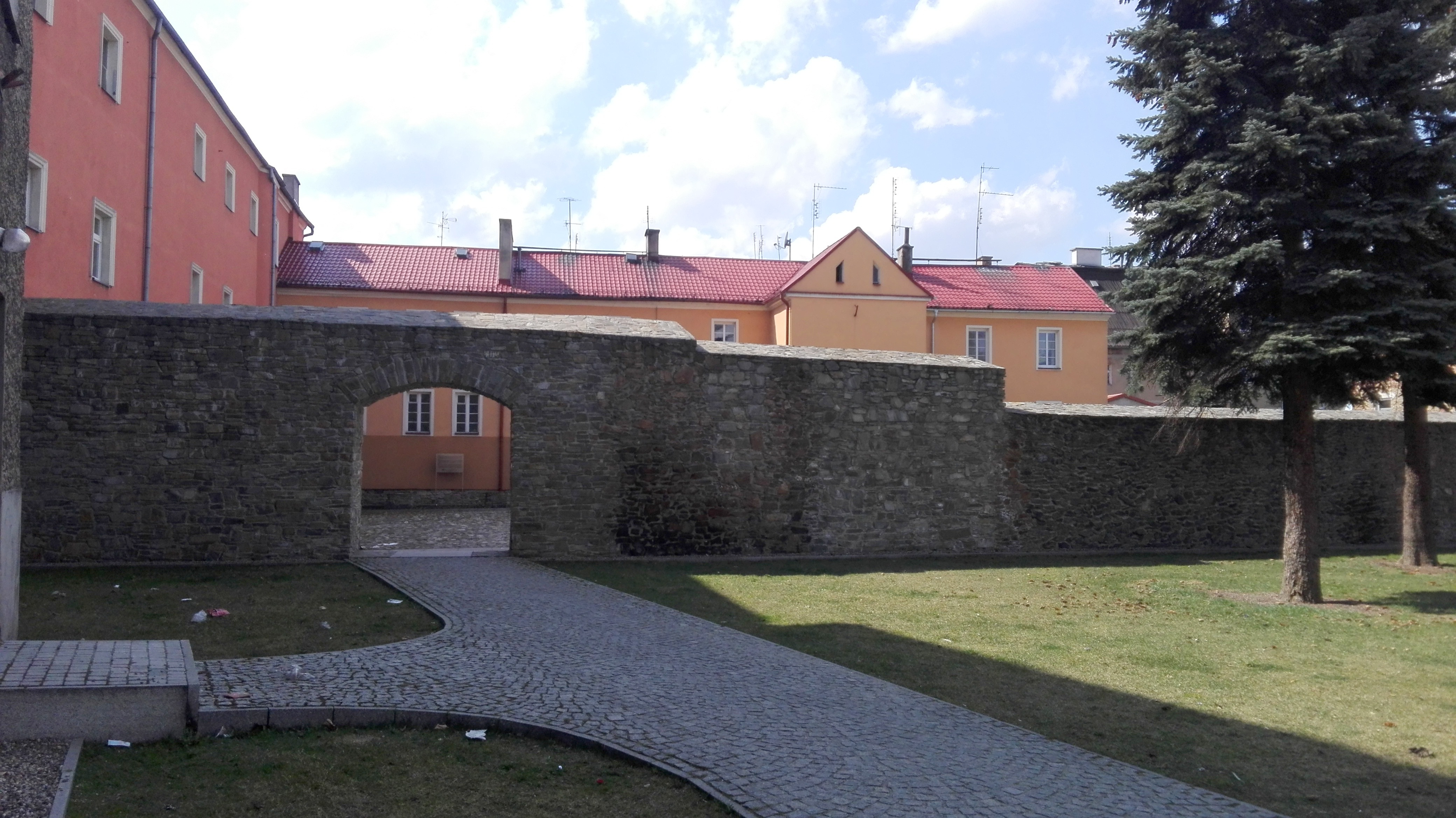
Parte da muralha da fortificação medieval

No início do século XIII, a ação de colonização do bispo de Breslávia, Lourenço, e do margrave morávio Vladislau I Przemyślida desenvolveu-se na Silésia e na Morávia. Naquela época, depósitos de ouro foram encontrados na área de Głuchołazy e minas desse metal foram exploradas. O bispo autorizou o cavaleiro Witygon a realizar uma ação de colonização no vale do rio Biała Głuchołaska, a fim de proteger as fronteiras do bispado, como consequência, iniciou a construção da cidade fortificada de Głuchołazy. Em 1225 a cidade foi fundada sob a lei flamenga. Após a Batalha de Legnica em 1241, as tropas mongóis passaram por Głuchołazy e arredores, “destruindo tudo pelo caminho”. A igreja de São Lourenço foi mencionada pela primeira vez em 1285.
Durante as incursões hussitas na Silésia, entre 16 e 18 de março de 1428, Głuchołazy, abandonada por seus habitantes, foi destruída pelos hussitas no caminho de Prudnik para Nysa. Durante a anarquia feudal após as guerras hussitas, Głuchołazy foi capturada duas vezes por cavaleiros-ladrões silesianos e tchecos (1444 e 1445), e eles cometeram roubos e estupros. A cidade foi comprada dos atacantes por Bolek V Wołoszek, o príncipe de Głogów-Prudnik. Nos anos 1445–1450, Głuchołazy pertencia ao principado de Głogówek-Prudnik, depois foi recuperada pelos bispos de Breslávia.

### Séculos XVI a XX

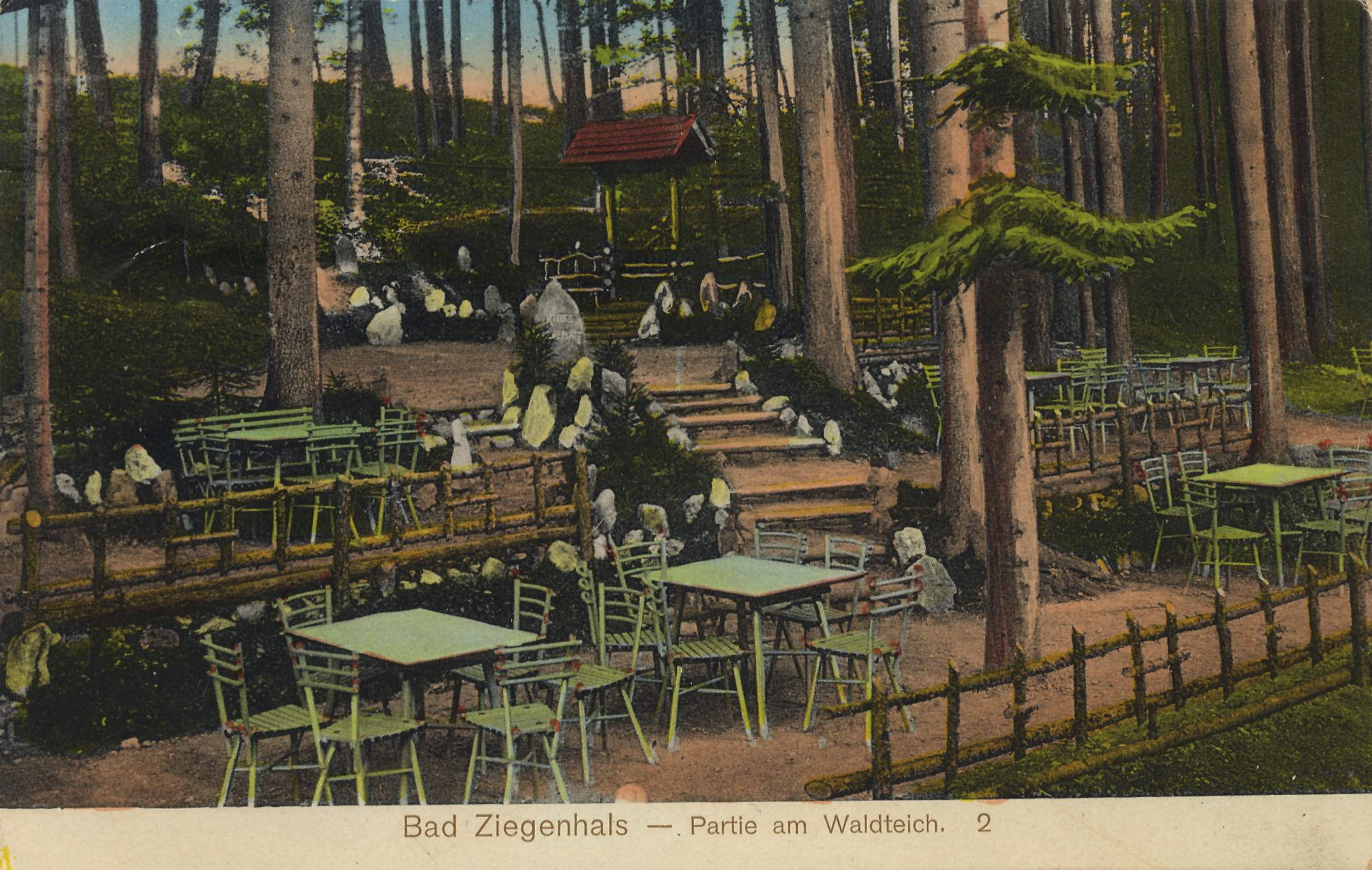
Cartão postal de Głuchołazy mostrando o antigo restaurante Waldteich na rua Parkowa (1920)

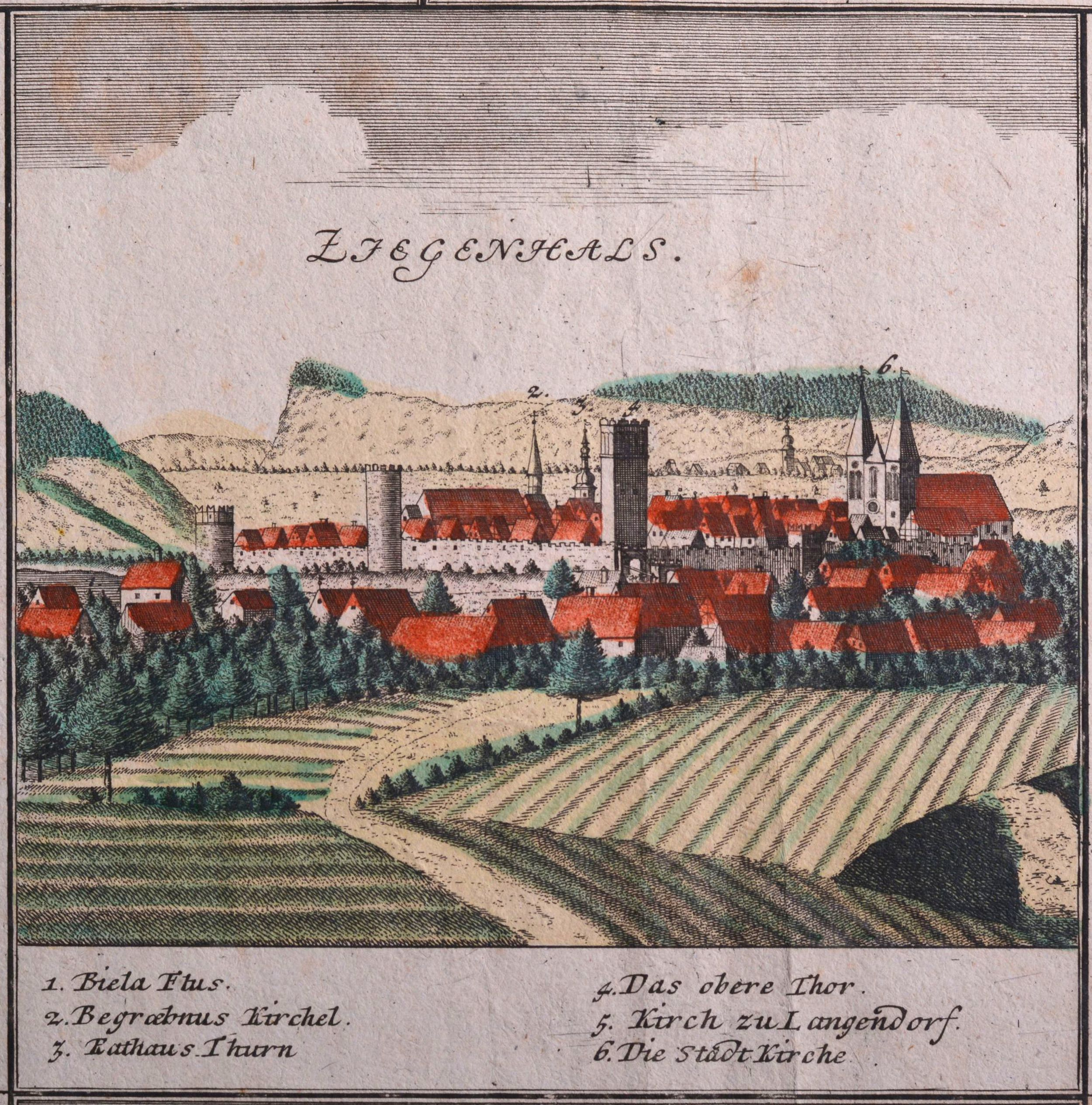
Panorama de Głuchołazy no século XVIII por Friedrich Bernhard Werner

Em 1460, a cidade sofreu inundações. Graças aos esforços do prefeito Kirchner, em 1552 uma nova prefeitura renascentista foi erguida na parte oeste da praça principal.
Durante a Primeira Guerra da Silésia, a cidade foi tomada pelo exército prussiano. Durante as negociações de paz em 1742, o rei Frederico II, o Grande, tentou garantir que tivesse a cidade como um importante ponto estratégico. Em meados do século XVIII, foram construídas instalações para a guarnição na cidade. Até 1755, uma companhia do regimento de couraças do general Geßler permaneceu estacionada em Głuchołazy, cujo quartel-general estava localizado em Prudnik. A partir de 1818, o controle alfandegário em Głuchołazy foi subordinado ao Escritório Principal de Alfândega em Prudnik..
Em 1856, a fábrica têxtil de Samuel Fränkel sediada em Prudnik (mais tarde Fábrica da Indústria Têxtil “Frotex”) abriu sua filial de tecelagem em Głuchołazy. Na década de 1870, os camponeses de Głuchołazy faziam parte da Sociedade em comandita simples de Prudnik fundada por Fränkel. Em 22 de maio de 1866, como parte da mobilização antes da Guerra da Prússia e da Áustria, o quarto esquadrão e a equipe do 6.º Regimento de Hussardos Conde Goetzen (2.º da Silésia) foram transferidos de Prudnik para a fronteira perto de Głuchołazy.. Em 1871, foi construída uma estrada de chão batido de Głuchołazy a Prudnik via Wierzbiec. No final do século XIX, por iniciativa da Sociedade Promenade, pouco após receber o estatuto de balneário pela cidade, foi criado o Spa Park em Głuchołazy.
Em 10 de julho de 1903, uma enchente atingiu Głuchołazy e as cidades vizinhas como resultado de muitos dias de chuvas intensas. Um mês depois, em 10 de agosto, a Imperatriz Augusta foi a Głuchołazy, Jarnołtówek e Prudnik para ter uma visão geral das áreas destruídas durante a enchente. Sua visita resultou na construção de uma barragem em Jarnołtówek.
Em fevereiro de 1919, na Conferência de Paris, a Tchecoslováquia apresentou uma reivindicação territorial de Głuchołazy.
A partir de 1919, Głuchołazy pertenceu à recém-criada província da Alta Silésia. A província foi liquidada em 1938 e restabelecida em 18 de janeiro de 1941.

### Segunda Guerra Mundial
Antes do início da Segunda Guerra Mundial, um centro secreto da inteligência militar alemã Abwehr operava em Głuchołazy. Entre outros, Oskar Schindler cooperou com ele.
Em janeiro de 1945, a população civil de Głuchołazy foi deportada para o território da Tchecoslováquia ocupada pelos alemães. Em março de 1945, alguns habitantes alemães de vilarejos próximos a Prudnik fugiram para Głuchołazy. Em 9 de março de 1945, após a Batalha de Prudnik, o Exército Vermelho lançou um ataque a Głuchołazy. Os tanques soviéticos pararam perto da cidade e depois se retiraram para Wierzbec, perto de Prudnik, devido à falta de apoio da infantaria. Os alemães se dirigiram para Głuchołazy e depois para Charbielin, com a 1.ª Divisão Panzer-Spadochron de Hermann Göring, como parte de um contra-ataque planejado em Szybowice.
De 24 de março até o final da guerra, a linha de frente percorreu a fronteira: Biała Nyska — Bodzanów — Głuchołazy, deixando o exército russo a aproximadamente 3 km a leste de Głuchołazy, além de Nowy Las e Charbielin. Os soldados também receberam ordens de explodir todas as pontes atrás deles. Desta forma, entre outras, foi destruída a Ponte Vitória, que era a forma mais rápida de atravessar Biała a caminho de Jesenik. Em 31 de março de 1945, a 245.ª e a 92.ª Divisão de Fuzileiros do Exército Vermelho fizeram outra tentativa, também sem sucesso, de atacar Głuchołazy. Foi somente em 8 de maio de 1945 (o dia da Rendição do Terceiro Reich) que o 1278.º Regimento de Rifles, atacando a partir de Prudnik, rompeu as defesas de Charbielin, uma floresta ao sul de Wierzbec e Moszczanka, e capturou Głuchołazy. Em 10 de maio de 1945, as autoridades administrativas polonesas chegaram ao local. Com exceção das pontes, a cidade estava quase intocada. Apenas um dos prédios da atual rua Wyszyńskiego foi incendiado, uma bomba caiu sobre um pavilhão industrial e as janelas de um prédio no cruzamento da atual avenida Jana Pawła II com a rua Powstańców Śląskich também foram quebradas.
Depois que as tropas alemãs foram expulsas, a cidade foi assumida pela administração polonesa. Naquela época, alguns dos repatriados poloneses da Fronteira Oriental — de Kozowa (o antigo condado de Brzeżany na voivodia de Tarnopol) foram assentados em Głuchołazy e seus arredores. A população de língua alemã foi deslocada para o oeste.

### Polônia do Povo

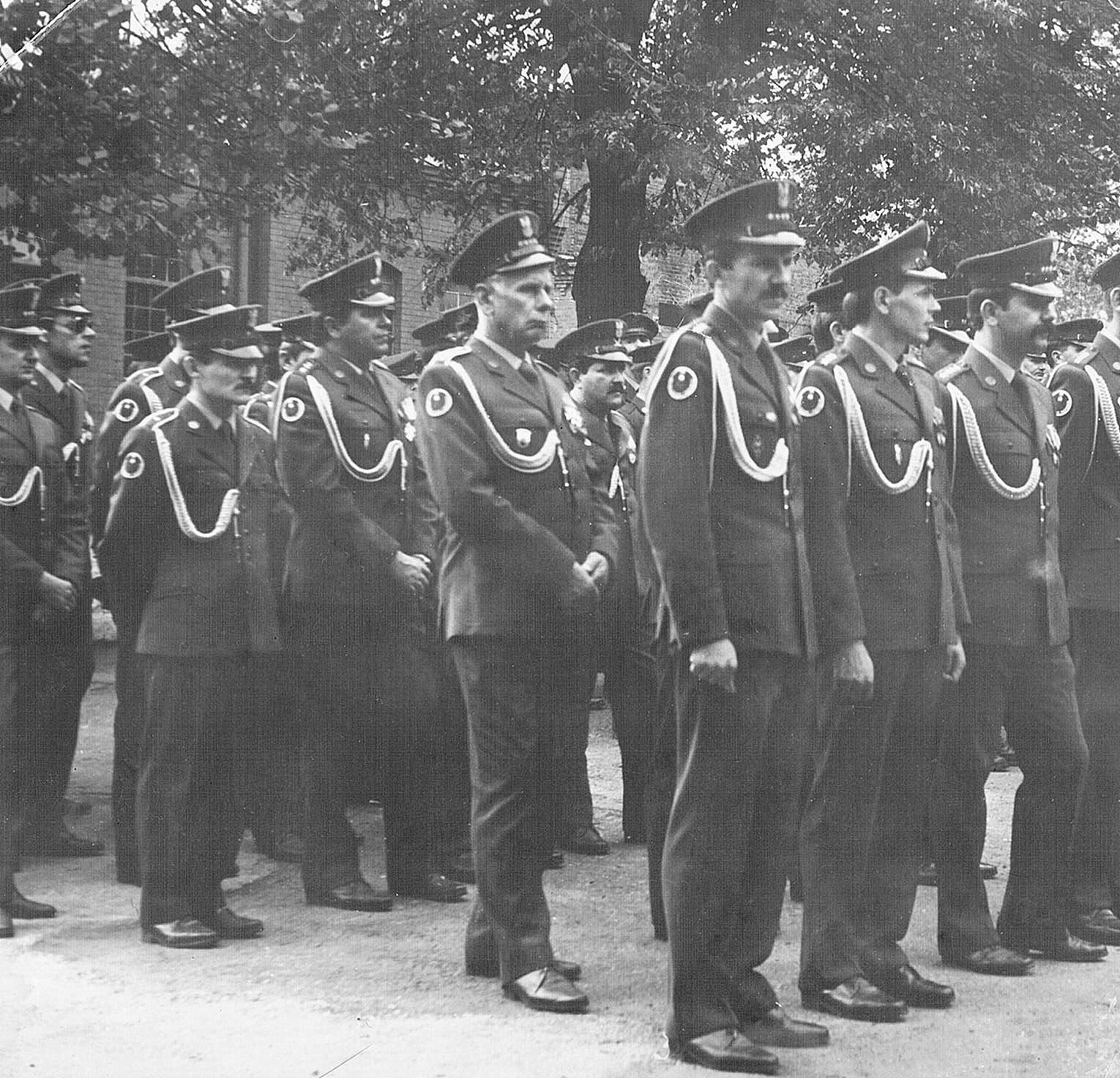
Equipe do WOP Prudnik, GPK Głuchołazy e os guardas do WOP Jasienica Górna, na praça da assembleia em Prudnik, durante a formatura solene por ocasião do feriado do LWP (outubro de 1985)

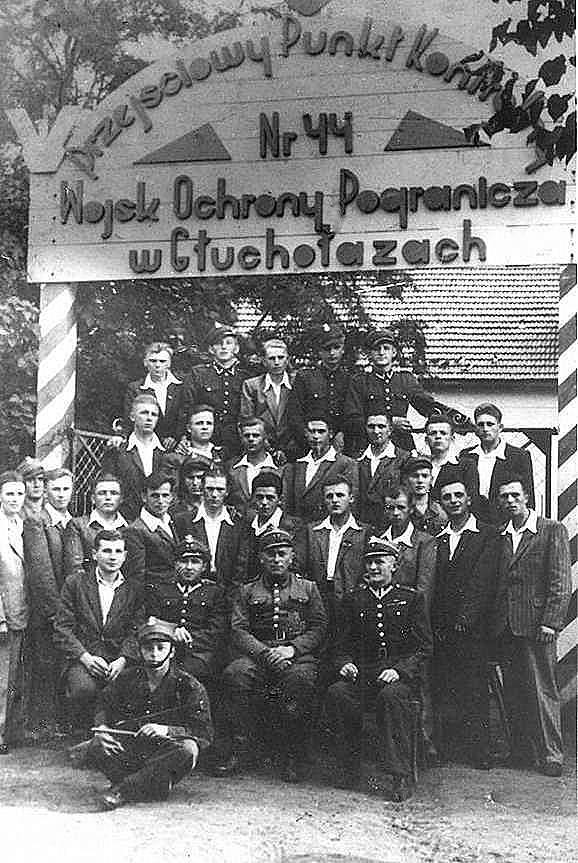
Soldados do WOP — Ponto de Verificação de Transição n.º 44 das Forças de Proteção de Fronteira em Głuchołazy (1946)

Com base no decreto do Comitê Polonês de Libertação Nacional (PKWN) de 31 de agosto de 1944, foram criados locais de isolamento, prisões e centros de trabalho forçado para “criminosos nazistas e traidores da nação polonesa”. O campo de trabalho n.º 102 foi criado pelo Ministério da Segurança Pública em Głuchołazy.
Em julho de 1945, o 6.º regimento de infantaria da 2.ª Divisão Blindada de Varsóvia foi instalado em Głuchołazy. No outono de 1945, um Posto de Controle de Fronteira foi criado na área de Głuchołazy. Em 28 de fevereiro de 1946, o primeiro cinema de Głuchołazy foi inaugurado na sala comum da Milícia dos Cidadãos.
Em 1946, o nome Głuchołazy foi oficialmente introduzido, substituindo o nome alemão anterior Ziegenhals.
Em maio de 1947, uma placa comemorativa em homenagem ao general Karol Świerczewski foi inaugurada na parede do edifício n.º 2.
Em 1949, na rua 15 Grudnia, um monumento ao Exército Soviético e ao Exército Polonês foi inaugurado.
Em 1978, uma pedra com placa comemorativa, financiada pela Câmara de Artesanato, foi inaugurada na então rua gen. Świerczewski.
O Projeto Ordem do Sorriso foi criado em 1967 por uma menina de nove anos de Głuchołazy — Ewa Chrobak, atualmente a Dama da Ordem do Sorriso é Secretária do Capítulo Internacional da Ordem do Sorriso.

### Terceira República
Em 6 de julho de 1997, teve início a enchente do milênio. Głuchołazy foi a segunda cidade polonesa (depois de Prudnik) a ser inundada. Em 8 de julho de 1997, o primeiro-ministro Włodzimierz Cimoszewicz chegou a Głuchołazy de helicóptero.
Até 21 de dezembro de 2007, havia travessias de fronteira em Głuchołazy: Głuchołazy-Mikulovice (estrada), Głuchołazy-Mikulovice (ferrovia), Głuchołazy-Jindřichov ve Slezsku (ferrovia) e nas imediações da cidade de Konradów-Zlaté Hory (estrada).
Como parte das comemorações do 50.º aniversário da Ordem do Sorriso, o Capítulo concedeu pela primeira vez o título honorário de Cidade da Ordem do Sorriso a Głuchołazy. Em 25 de maio de 2018, no estádio em Głuchołazy, 1 024 crianças das escolas e jardins de infância de Głuchołazy quebraram o recorde polonês com uma entrada no livro do Guinness no arranjo do símbolo gráfico da Ordem do Sorriso por ocasião do seu 50.º aniversário.

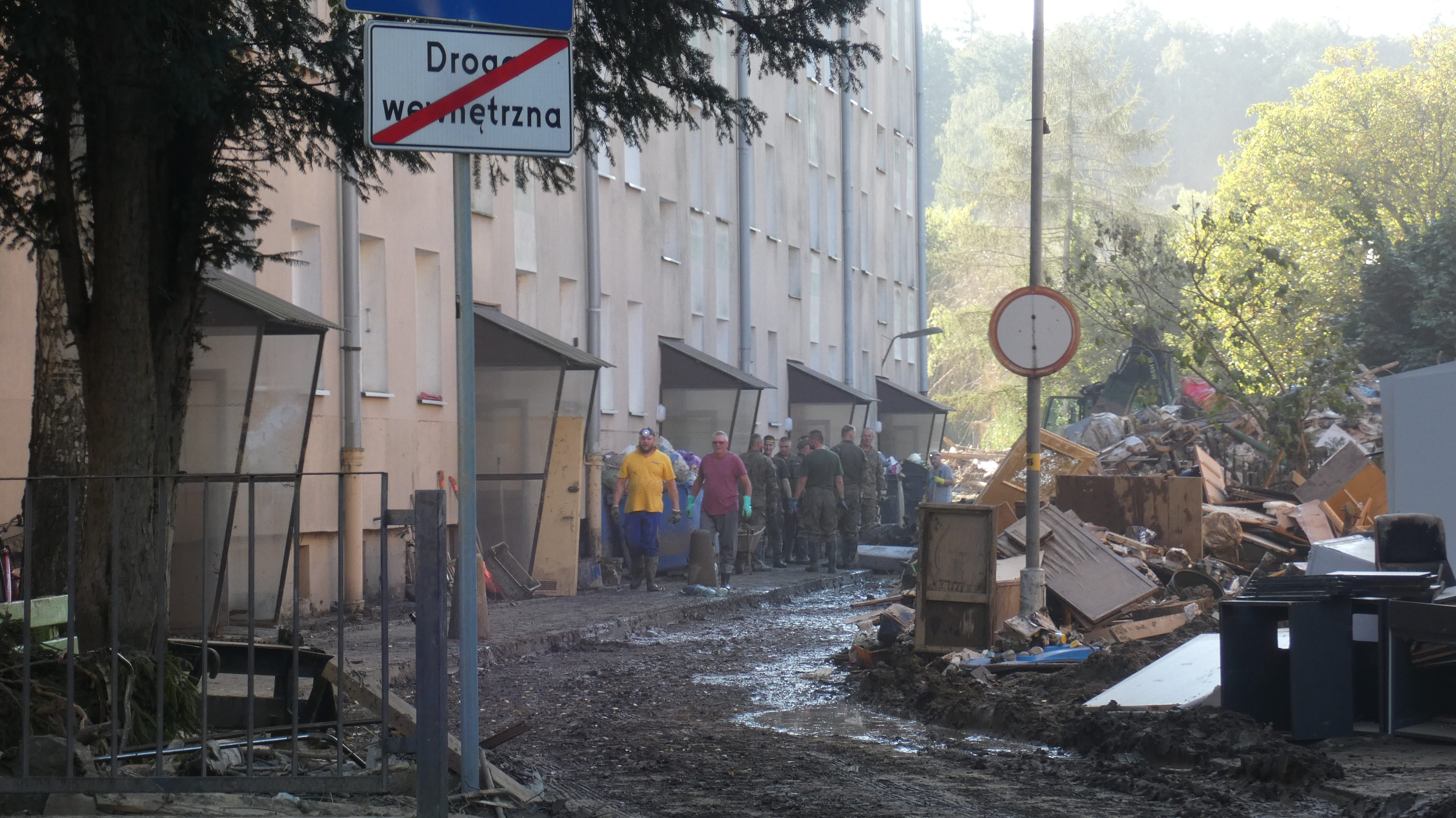
Voluntários e soldados limpando os danos em um bloco de apartamentos na rua Papiernicza após as enchentes de 2024

Em 4 de julho de 2018, na rua Lompy 2, no parque termal, foi inaugurada uma torre de graduação salina de 15 metros feita de madeira de lariço, que também serve como torre de observação.
Em 2018, Marek Michalak, por decisão da Câmara Municipal de Głuchołaz, foi agraciado com o título de Cidadão Honorário de Głuchołaz (2018).
Durante uma enchente em setembro de 2024, o rio Biała Głuchołaska, que flui por Głuchołazy, transbordou, causando vários danos. O centro da cidade foi inundado. Os paralelepípedos colocados na praça principal foram arrancados. Prédios e infraestrutura viária foram danificados. A correnteza do rio levou a ponte temporária e a estrutura da nova ponte. A cidade foi privada de eletricidade, gás e telefonia fixa. Conforme o relato do prefeito, dezenas de prédios da cidade foram inundados e, na margem esquerda da cidade, “todas as lojas foram levadas pelas águas”. Soldados da 18.ª Divisão Mecanizada, estacionados em Prudnik, e soldados alemães participaram do socorro às enchentes em Głuchołazy.

## Demografia
Os dados estatísticos de Głuchołazy são coletados pelo Departamento de Estatística de Opole, filial de Prudnik.
Conforme os dados do Escritório Central de Estatística da Polônia (GUS) de 31 de dezembro de 2024, Głuchołazy é uma cidade pequena com uma população de 12 545 habitantes (10.º lugar na voivodia de Opole e 333.º na Polônia), tem uma área de 6,8 km² (34.º lugar na voivodia de Opole e 779.º lugar na Polônia) e uma densidade populacional de 1 834 hab./km² (3.º lugar na voivodia de Opole e 67.º lugar na Polônia). Nos anos 2002-2024, o número de habitantes diminuiu 18,1%.
Os habitantes de Głuchołazy constituem cerca de 9,85% da população do condado de Nysa, constituindo 1,34% da população da voivodia de Opole.
| Descrição                         | Total      | Total   | Mulheres   | Mulheres | Homens     | Homens  |
| --------------------------------- | ---------- | ------- | ---------- | -------- | ---------- | ------- |
| unidade                           | habitantes | %       | habitantes | %        | habitantes | %       |
| população                         | 12 545     | 100     | 6 634      | 52,9     | 5 911      | 47,1    |
| superfície                        | 6,8 km²    | 6,8 km² | 6,8 km²    | 6,8 km²  | 6,8 km²    | 6,8 km² |
| densidade populacional (hab./km²) | 1 834      | 1 834   | 970,2      | 970,2    | 863,8      | 863,8   |

## Monumentos históricos

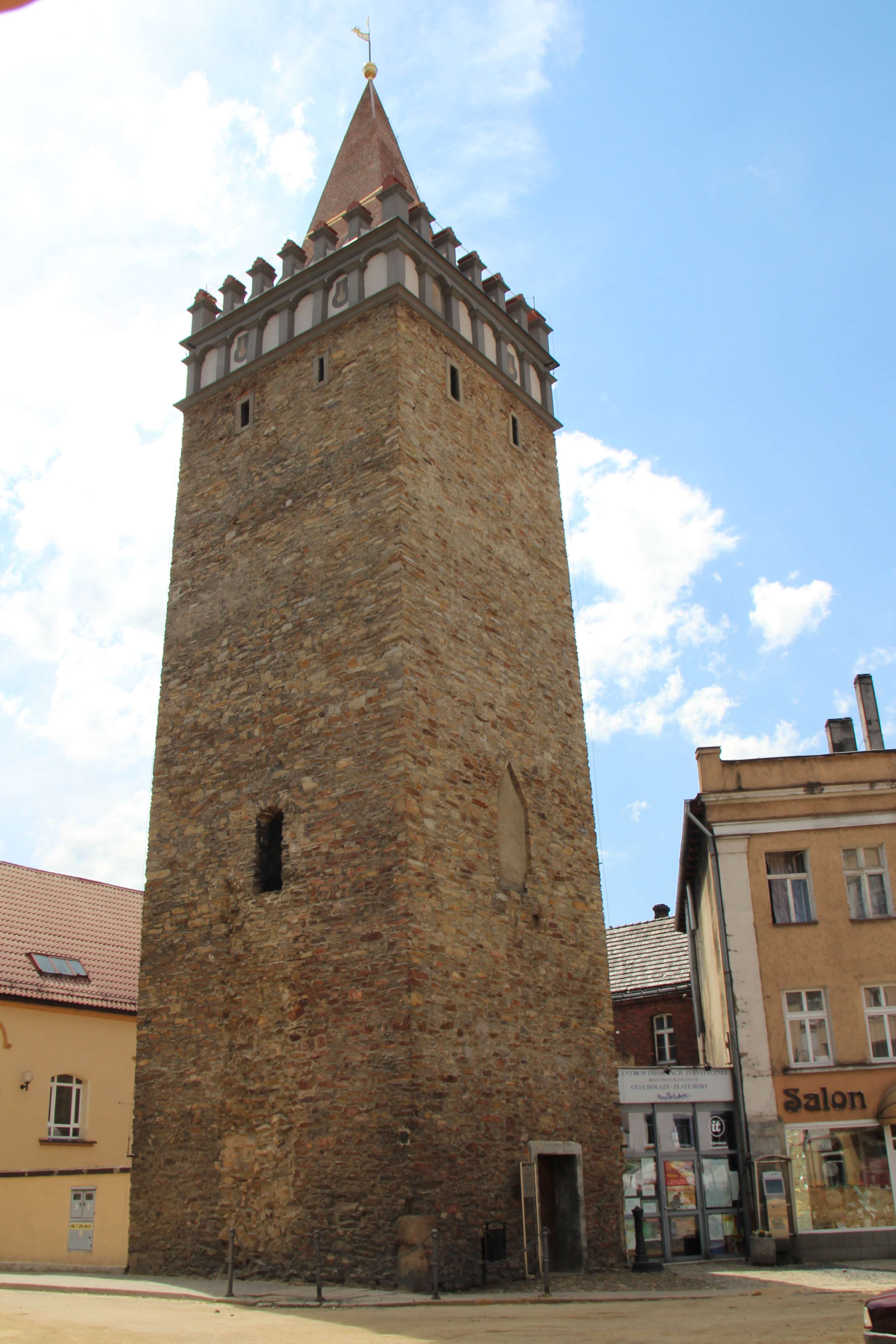
Torre do Portão Superior

Estão inscritos no registro provincial de monumentos:
- Traçado urbano do século XIII
- Igreja paroquial de São Lourenço, de 1250 – do século XIII ao XX
- Igreja de São Roque, de 1350, 1626, século XIX
- Memorial aos prisioneiros de Auschwitz, no cemitério municipal, rua Prymasa S. Wyszyńskiego (antiga Warszawska), de 1953, 1985
- Parque do sanatório
- Muralhas defensivas, torre — torre do Portão Superior do século XIV, 1418 – séculos XV a XVII
- Antigo complexo do gabinete do prefeito, atualmente residencial, rua Magitracka 2
  - Dois edifícios com pátios
  - Parte da muralha defensiva da cidade
- Casa, rua Andersa 48, de 1900
- Antiga casa de spa, rua Andersa n.º 74, de 1882
- Pensionato “Ogrodowy”, rua Andersa n.º 76, de 1899
- Casas, avenida Jana Pawła II 2, 12 (antiga rua 15 Grudnia), do final do século XIX
- Casas, rua Kościuszki 1, 48, dos séculos XVIII, XIX
- Casas, na praça principal 4, 8, 11, 19, 20, 24, 25, 26 (praça Wolności), dos séculos XVI, XVII, XVIII, XIX
- Casas, rua Wita Stwosza 5, 7, 17, 19, 21, dos séculos XVIII/XIX

Alguns monumentos inscritos no registro municipal de monumentos:
- Igreja de Santa Ana na Montanha Chrobrego
- Igreja evangélica de 1865, atualmente uma igreja católica de São Francisco

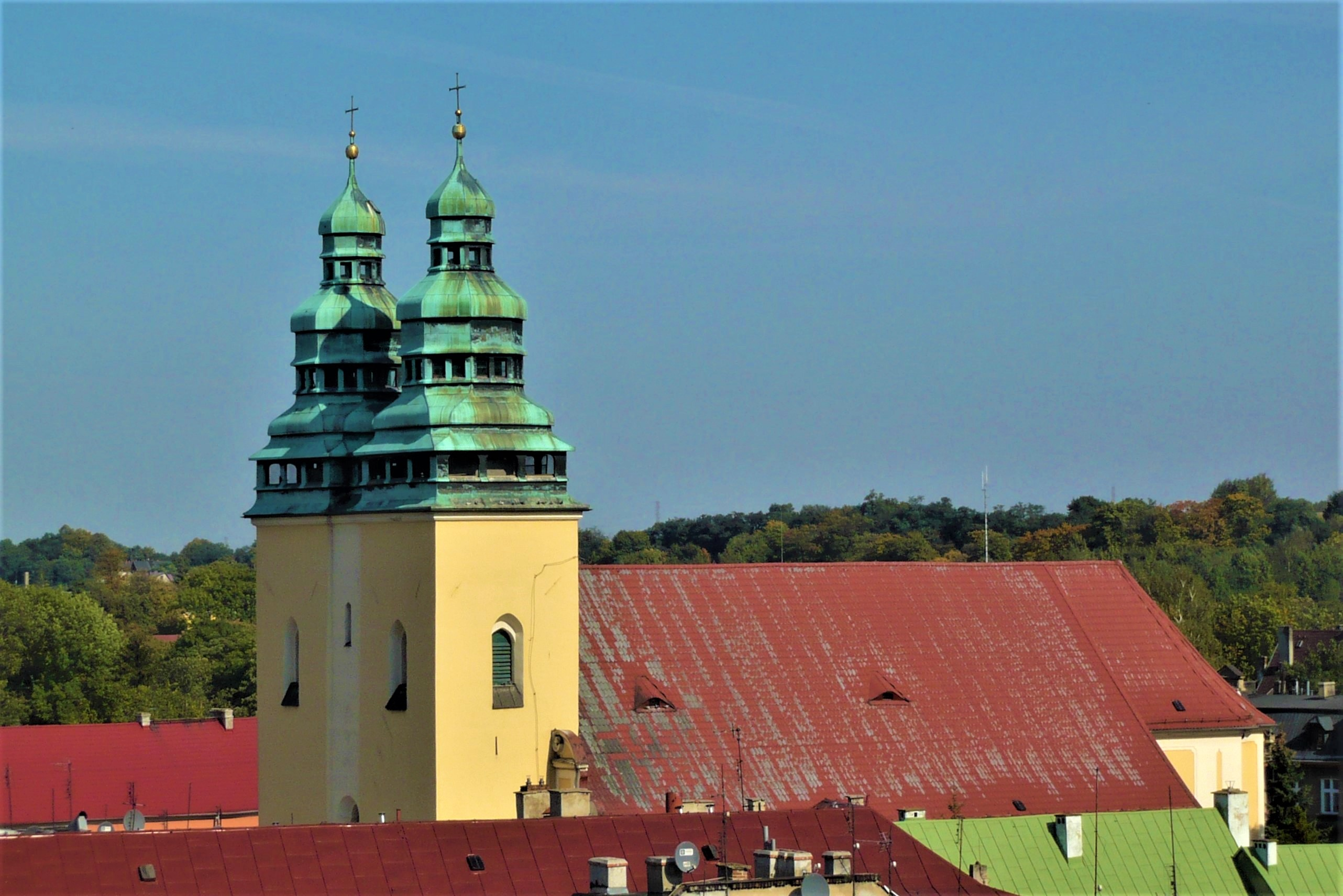
Igreja de São Lourenço
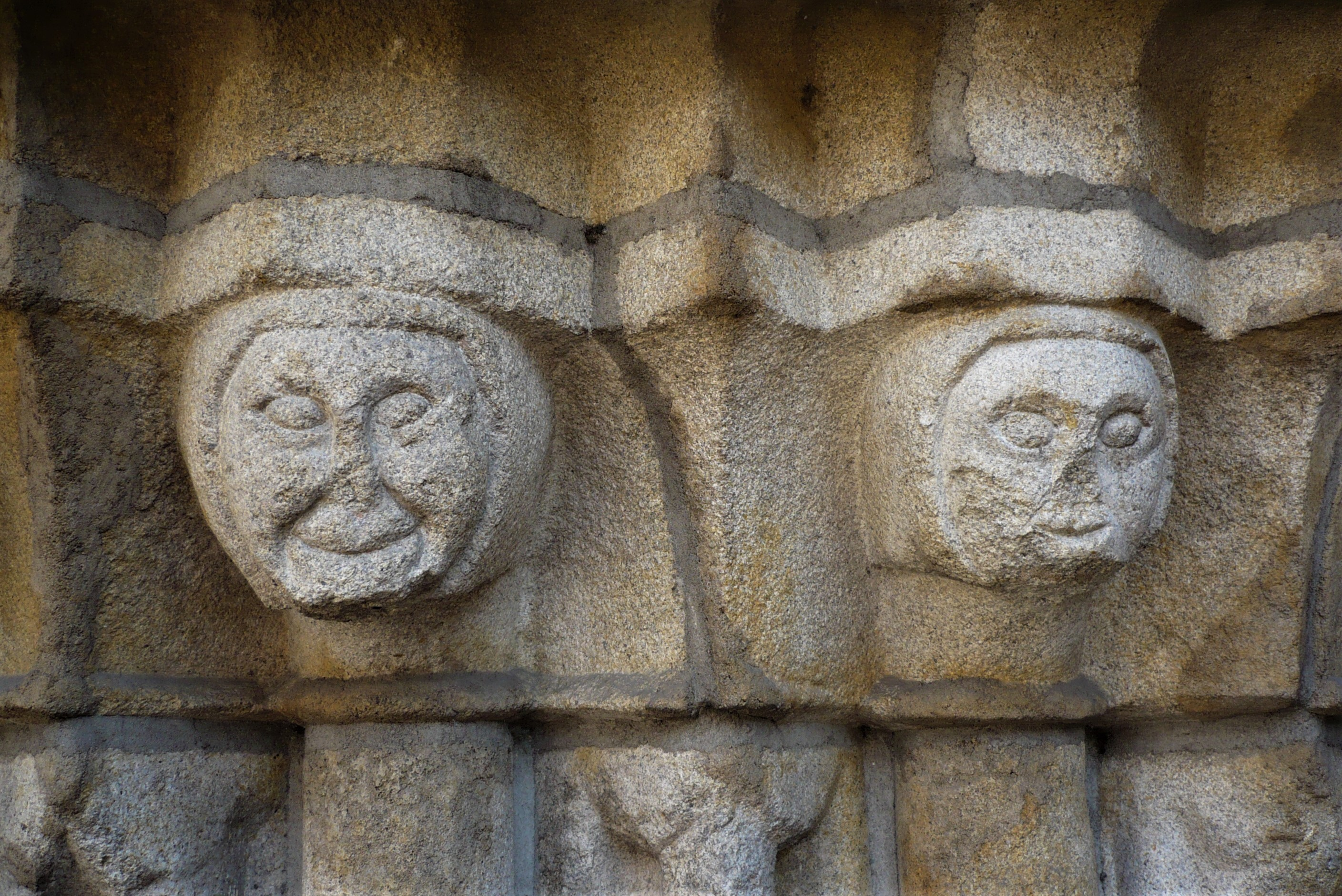
Detalhe do exterior da igreja de São Lourenço
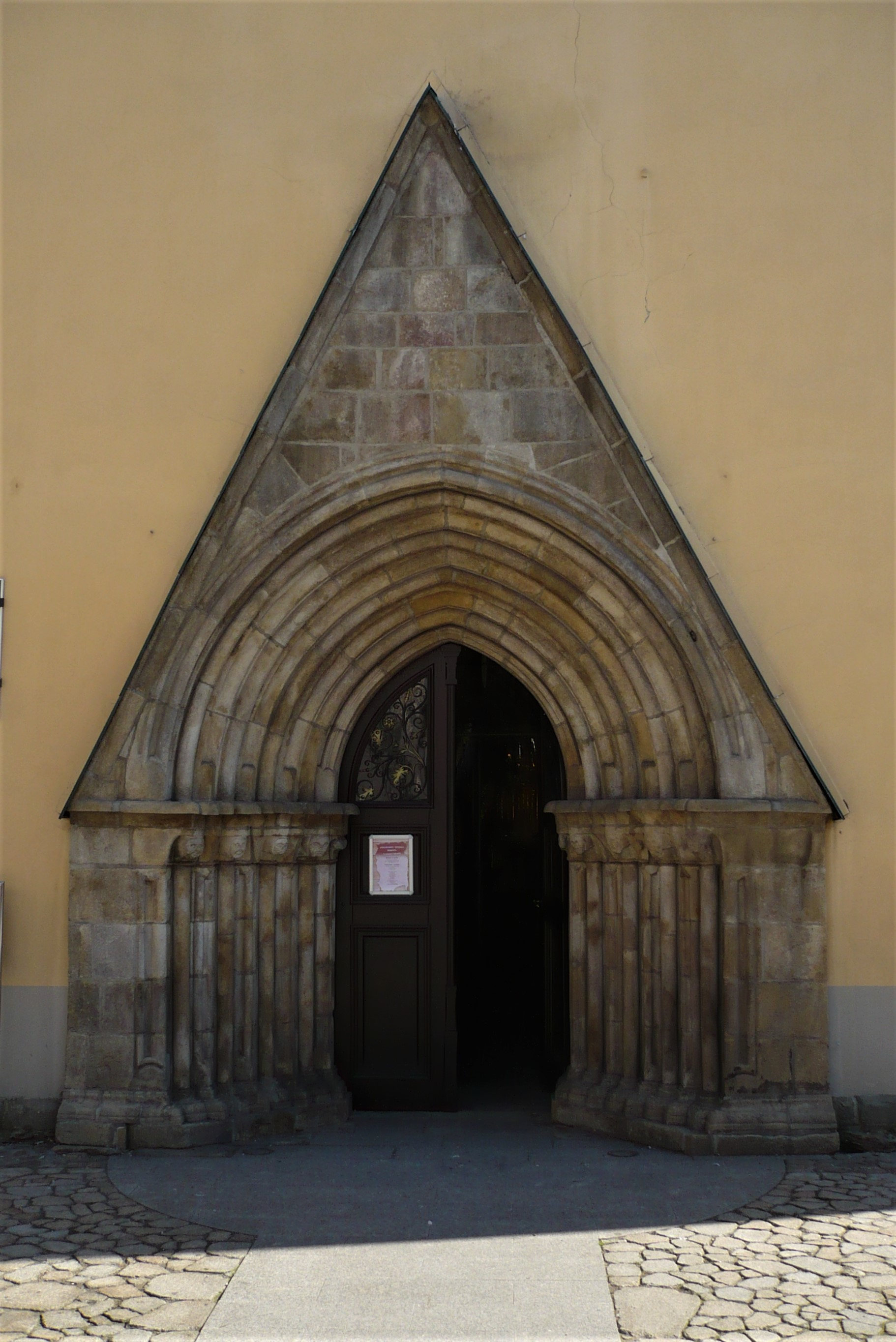
Porta da igreja de São Lourenço
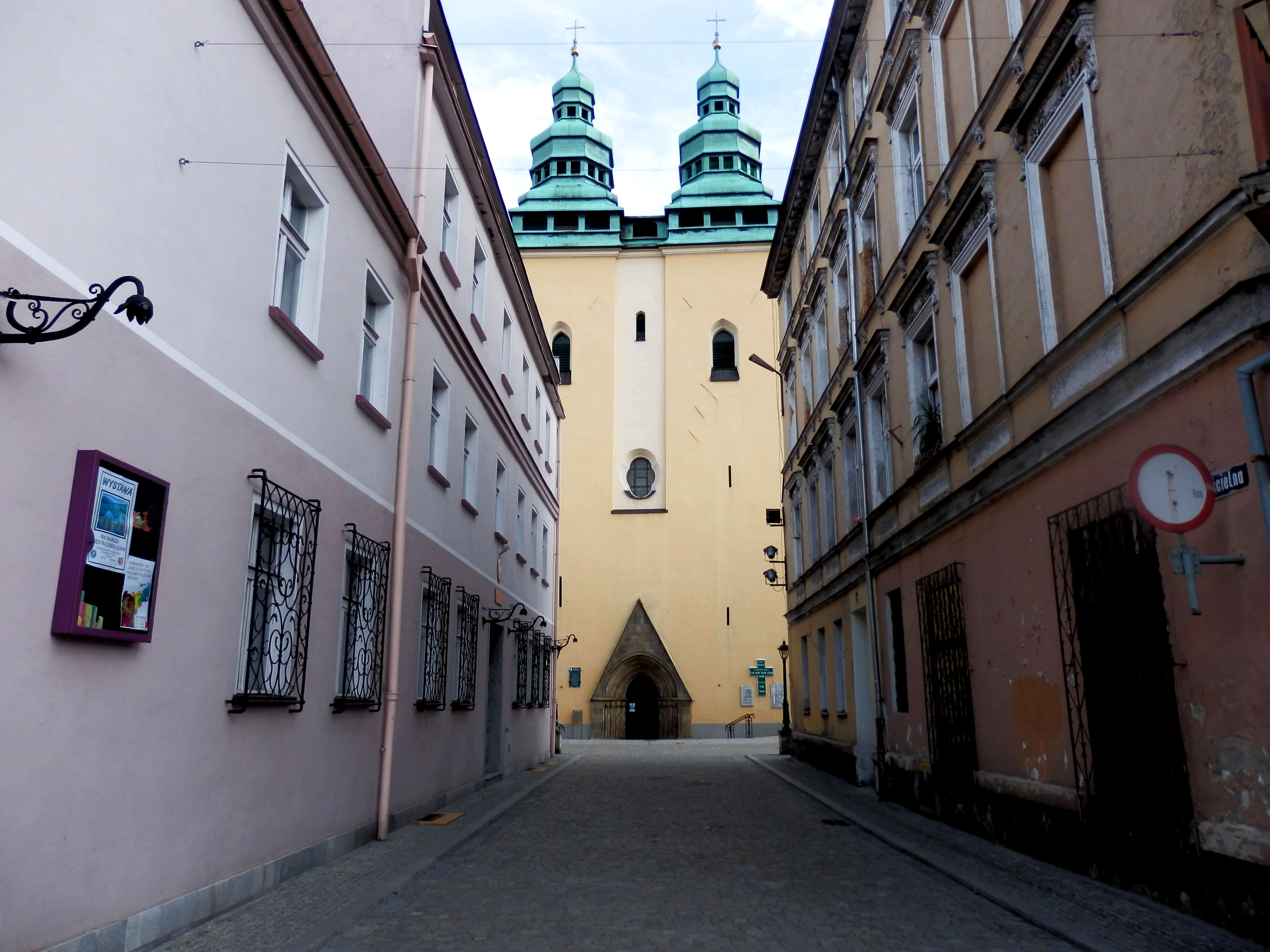
Vista exterior da igreja de São Lourenço
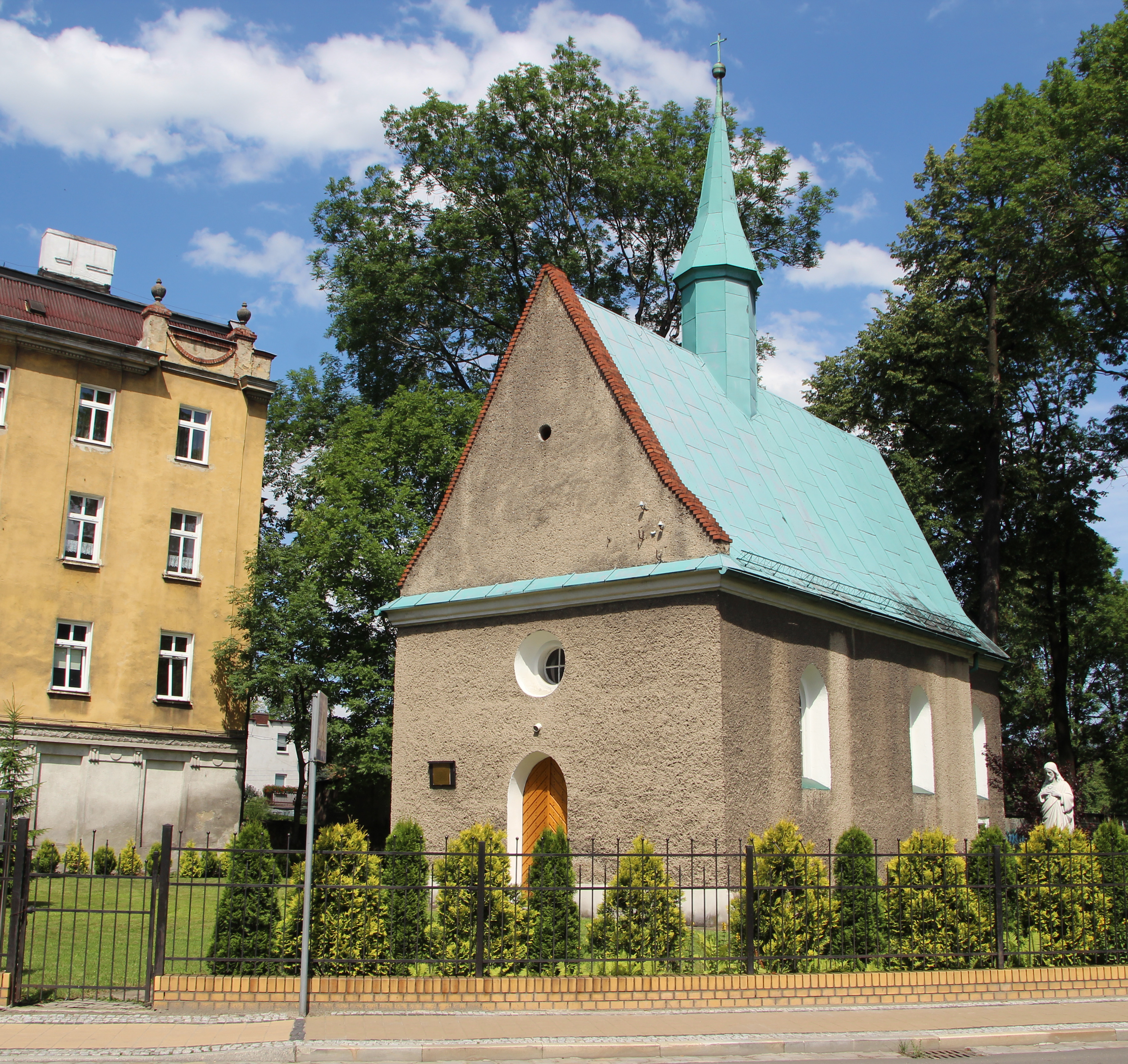
Igreja de São Roque (1350, 1626, século XIX)
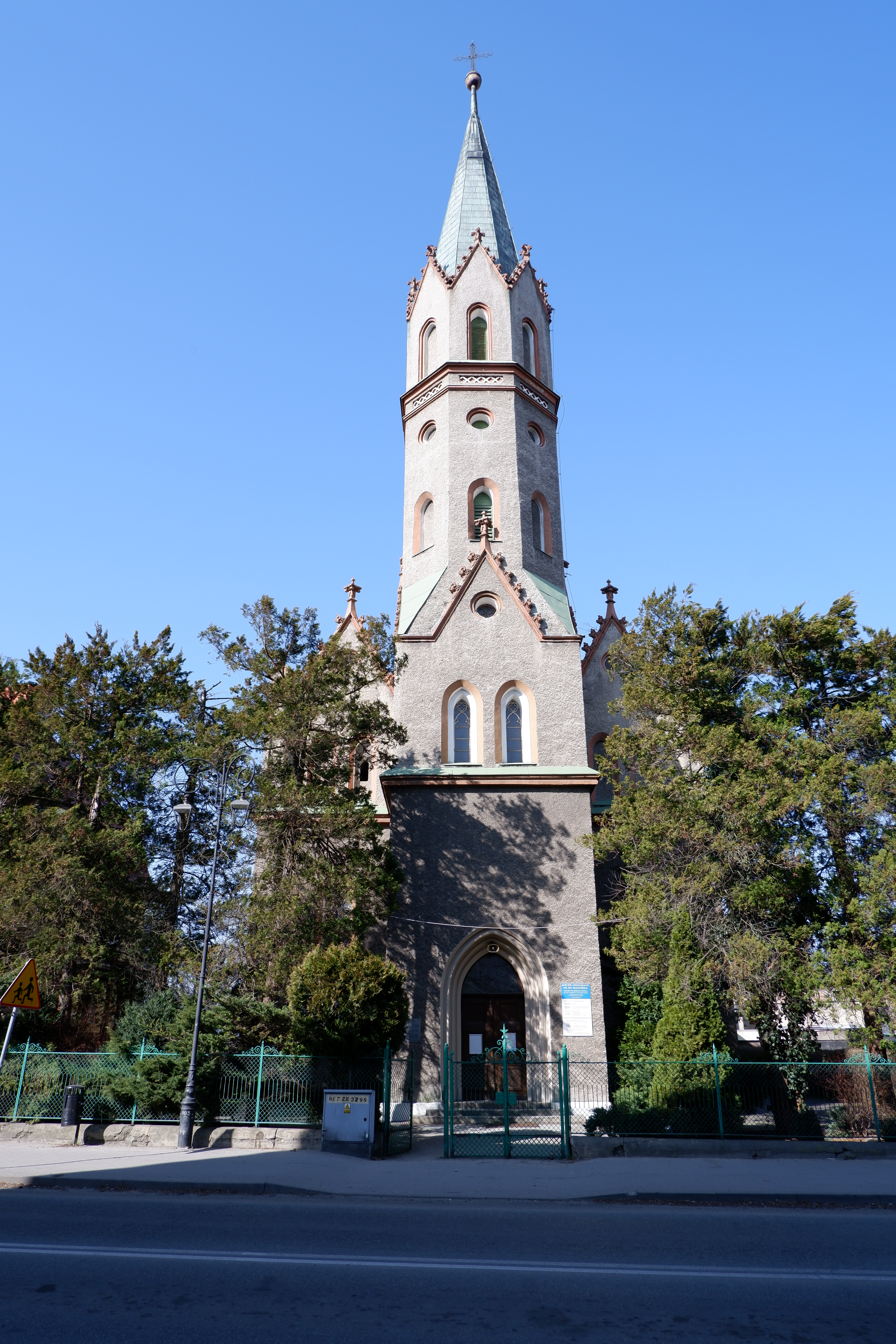
Igreja de São Francisco

## Transportes
Transporte rodoviário

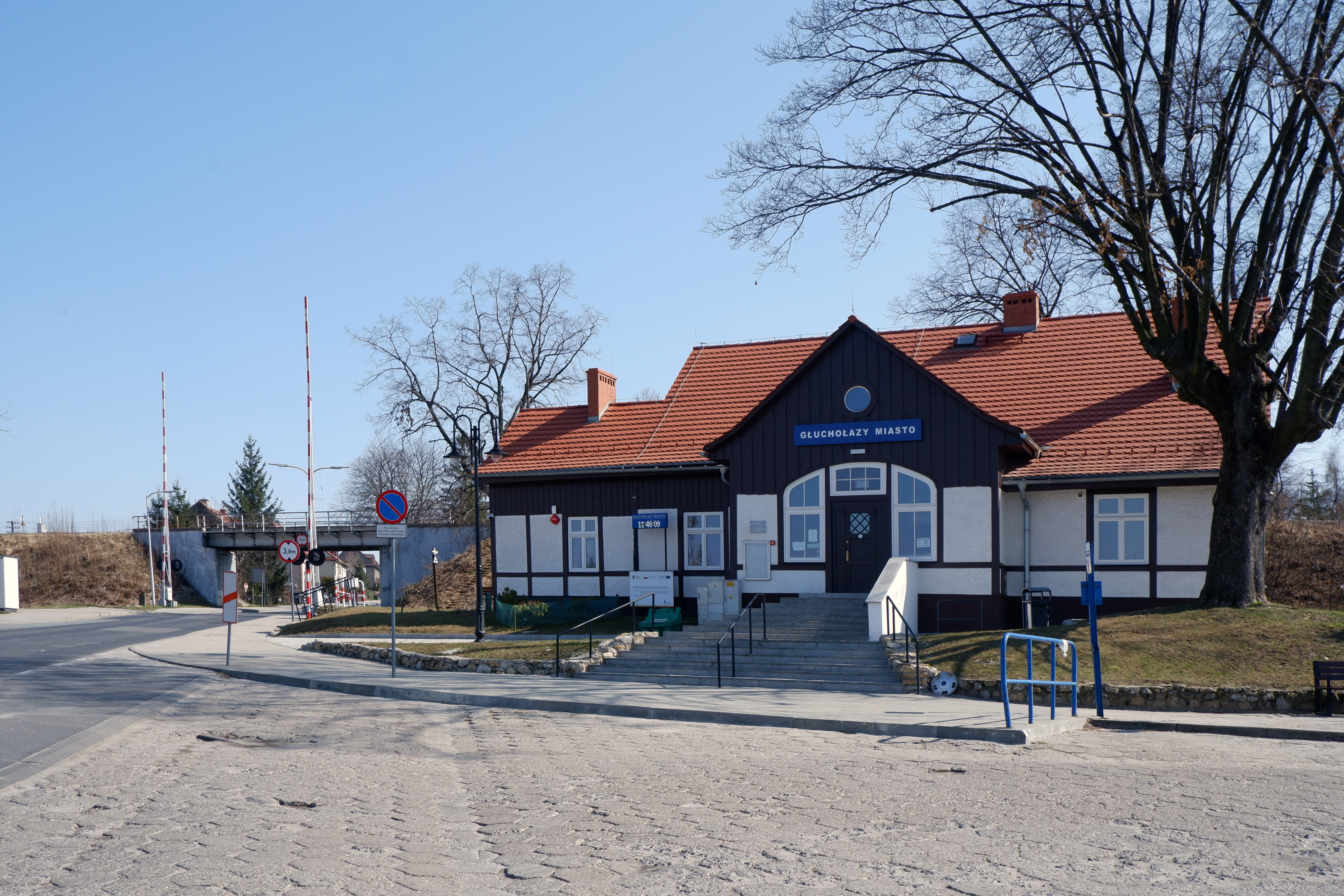
Estação ferroviária

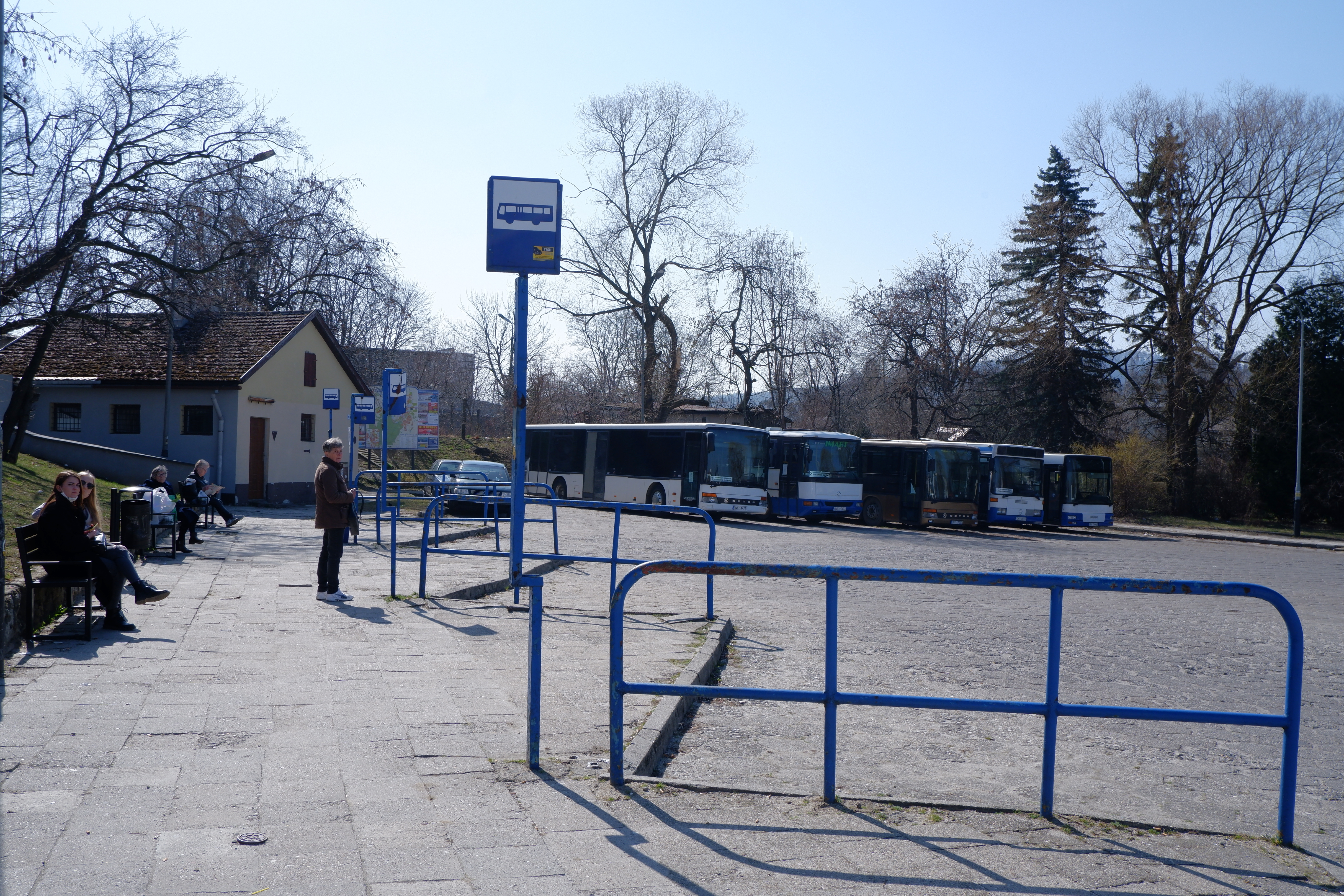
Estação rodoviária

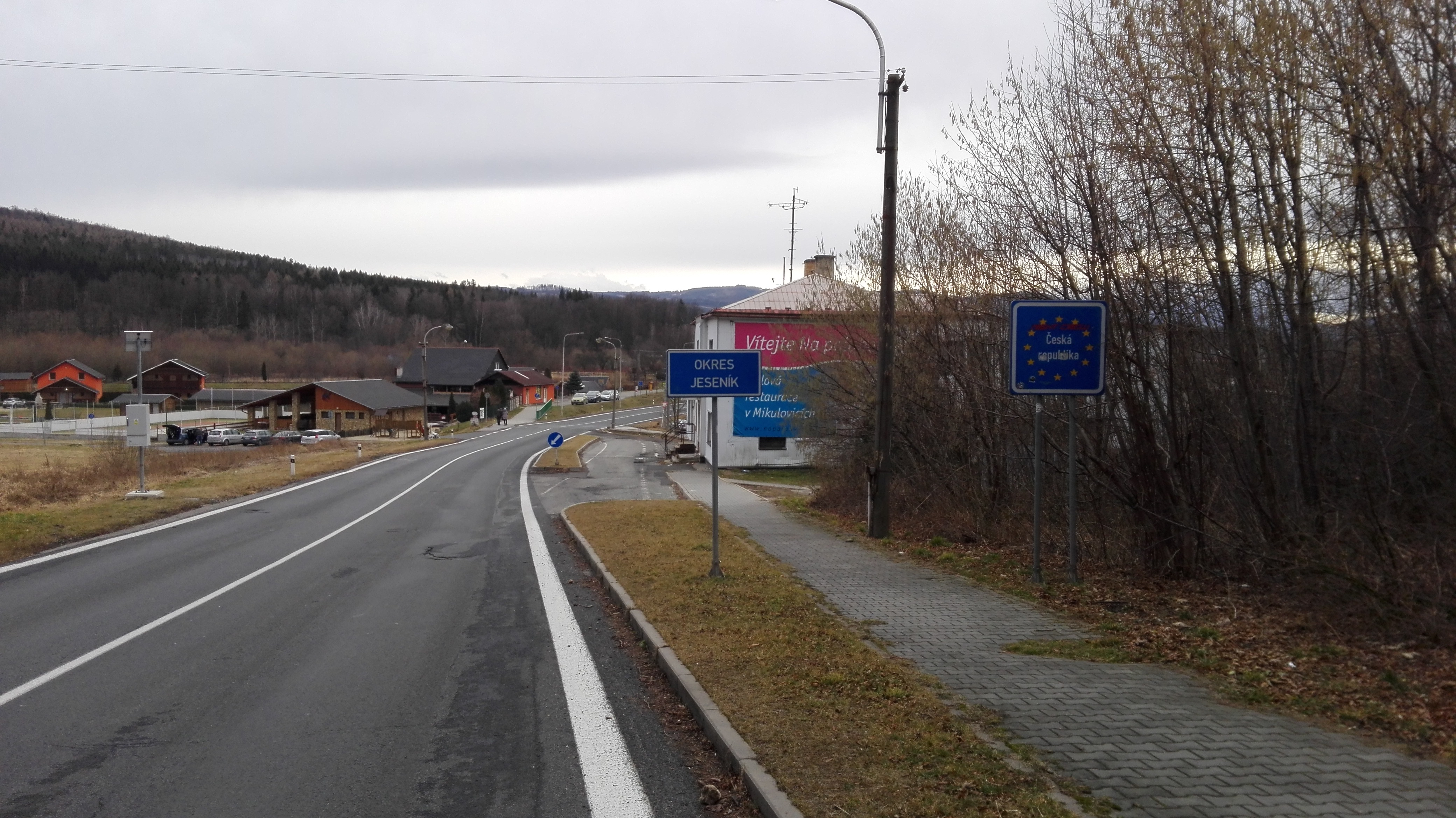
Passagem de fronteira Głuchołazy-Mikulovice

Uma estrada nacional passa por Głuchołazy:
- Estrada nacional n.º 40: Głuchołazy — Prudnik – Kędzierzyn-Koźle – Pyskowice

A rede é complementada pela estrada da voivodia:
- Estrada provincial n.º 411: Nysa — posto de fronteira Konradów—Zlaté Hory

Transporte ferroviário
Há estações ferroviárias na cidade:
- Głuchołazy
- Głuchołazy Miasto (parada de trem)
- Głuchołazy Zdrój (fechada)
- Ziegenhals Stadt (liquidada)

Transporte de ônibus
A estação rodoviária em Głuchołazy está localizada na rua Wyszyńskiego.
O transporte de ônibus em Głuchołazy era operado pela PKS Prudnik. Em 2004, a Prudnik PKS foi privatizada com a participação da Connex Polska. Em 2008, como resultado da fusão da PKS Connex Prudnik e da PKS Connex Kędzierzyn-Koźle, foi criada a empresa Veolia Transport Opolszczyzna e, em 2013, foi adquirida pela Arriva Bus Transport Polska. Em 2019, a Arriva se retirou da Prudnik. A organização do transporte de passageiros em Głuchołazy e seus arredores foi então assumida por PKS-y. Em dezembro de 2021, a Associação de Transporte Distrital-Municipal “Pogranicze” foi criada para melhorar a qualidade do transporte.
Em 1 de julho de 2016, foi lançado o transporte público gratuito na cidade. Nos dias de semana, opera na cidade e nas aldeias adjacentes de Konradów e Bodzanów, enquanto nos fins de semana de verão realiza 4 viagens para Jarnołtówek e Pokrzywna. Os ônibus estavam inicialmente programados para circular até o final de 2016, porém, devido aos resultados operacionais bem-sucedidos, o funcionamento do transporte foi mantido nos anos seguintes. O Transporte Público Gratuito de Głuchołaska opera com base em 28 paradas de ônibus. Nos dias úteis, as viagens são realizadas entre 5h00–21h00, ou seja, por 16 horas, e em dias não úteis por 8 horas por dia. O número total de quilômetros planejados para viajar é de mais de 59 mil quilômetros.
Passagem de fronteira
Na cidade e em seus arredores, na fronteira com a República Tcheca, havia passagens de fronteira rodoviárias Głuchołazy-Mikulovice, Konradów-Zlaté Hory e ferroviárias Głuchołazy-Jindřichov ve Slezsku, Głuchołazy-Mikulovice.

## Cultura
Está em atividade na cidade:
- Centro Cultural Cavaleiro da Ordem do Sorriso
- Coral Capricolium na Escola secundária de educação geral Boleslau I, o Bravo

### Eventos culturais permanentes
- Dias de Głuchołazy — um evento ao ar livre organizado anualmente em junho no palco da rua Moniuszko[80]
- Cursos internacionais de música[81]
- Festival Internacional da Canção Turística “Kropka”
- Círculo Municipal de Apicultores

## Mídia local

### Imprensa
- Głuchołaski Informante do governo local
- Prudnik24
- Nowa Trybuna Opolska
- Gazeta Pogranicza

### Televisão
- TV Prudnik (TV Pogranicze)

### Portais
- glucholazy.eu[82]
- prudnik24.pl[83]

## Religião

### Comunidades religiosas

#### Igreja Católica na Polônia
Forania de Głuchołazy
- Paróquia de São Lourenço (rua Kościelna 4)[84]
  - Igreja de São Lourenço (rua Kościelna 4)
  - Igreja de São Francisco de Assis (rua Bohaterów Warszawy)
  - Igreja de São Roque (rua Marii Skłodowskiej-Curie)
  - Igreja de Santa Ana na colina de Fore Kopa

#### Testemunhas de Jeová
- Igreja Głuchołazy (Salão do Reino, rua Powstańców Śląskich 11/1)

### Cemitério
- Cemitério municipal (rua Stefana Wyszyńskiego)

## Esportes

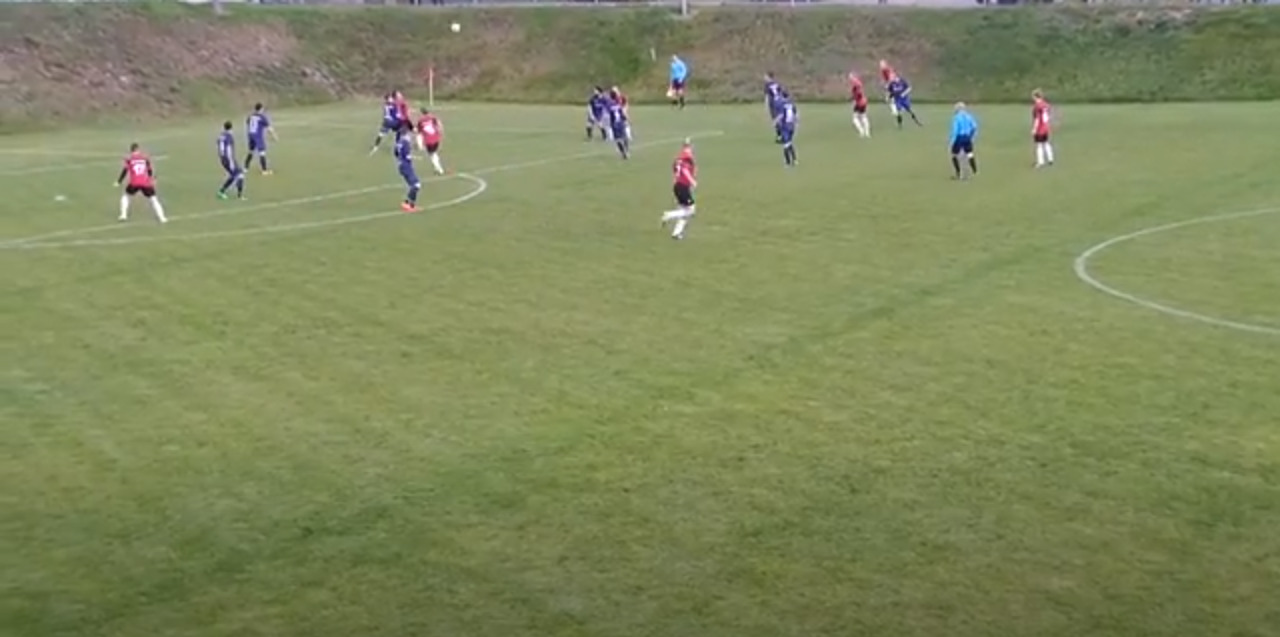
Partida entre GKS Głuchołazy e LZS Racławiczki (30 de setembro de 2017)

A principal entidade responsável pelo esporte e recreação na cidade é o Centro Municipal de Esportes e Recreação de Głuchołazy.

### Instalações esportivas
- Estádio municipal (rua Konopnickiej)
- Pavilhão esportivo (rua Skłodowskiej)
- Complexo de recreação “Nad Białką” (rua Kościuszki)
- Pista de patinação no gelo “Biały Orlik” (rua Bohaterów Warszawy)
- Campo de futebol ORLIK 2012 (rua Bohaterów Warszawy)
- Quadras de tênis (avenida Jana Pawła II)

### Clubes esportivos
- MULKS Juvenia Głuchołazy[86] (atletismo)
- GKS Głuchołazy[87] (futebol)
- MUKS Chrobry Basket Głuchołazy[88] (basquete)
- Juvenia Głuchołazy[89] (voleibol)
- Głuchołaski Klub Kolarski Victoria[90] (ciclismo)
- KŁ Chrobry Głuchołazy[91] (tiro com arco)
- UKS Hattrick Głuchołazy[92] (futebol)

## Política

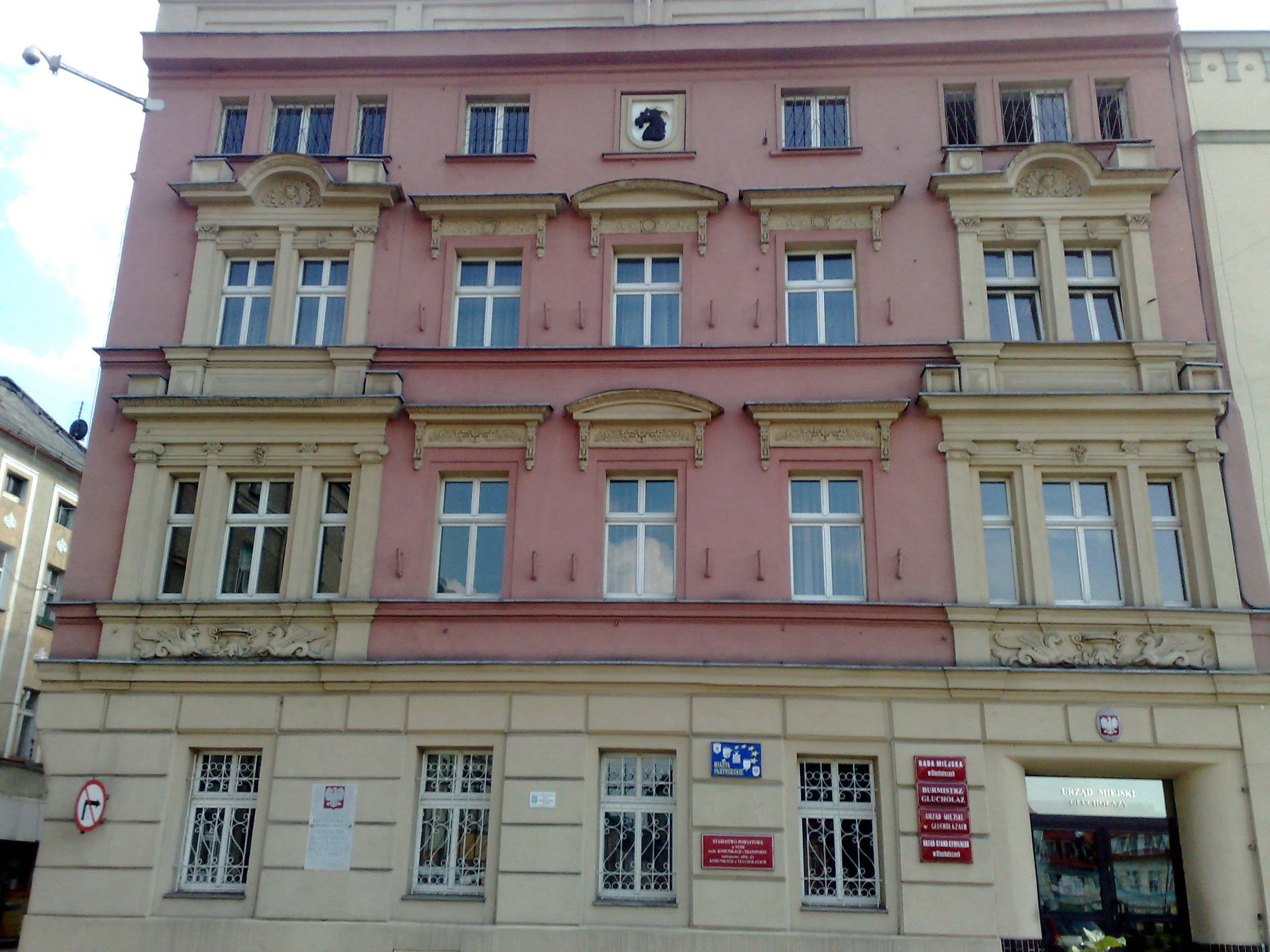
Prefeitura

A cidade é sede da comuna urbano-rural de Głuchołazy. O órgão executivo é o prefeito. Nas eleições governamentais locais de 2018, Edward Szupryczyński foi eleito para o cargo. A sede das autoridades é a Câmara Municipal na praça principal.

### Câmara Municipal
Os habitantes de Głuchołazy elegem 11 vereadores para o Conselho Municipal (11 de 21). Os 10 vereadores restantes são eleitos pelos habitantes das áreas rurais da comuna de Głuchołazy.

## Turismo

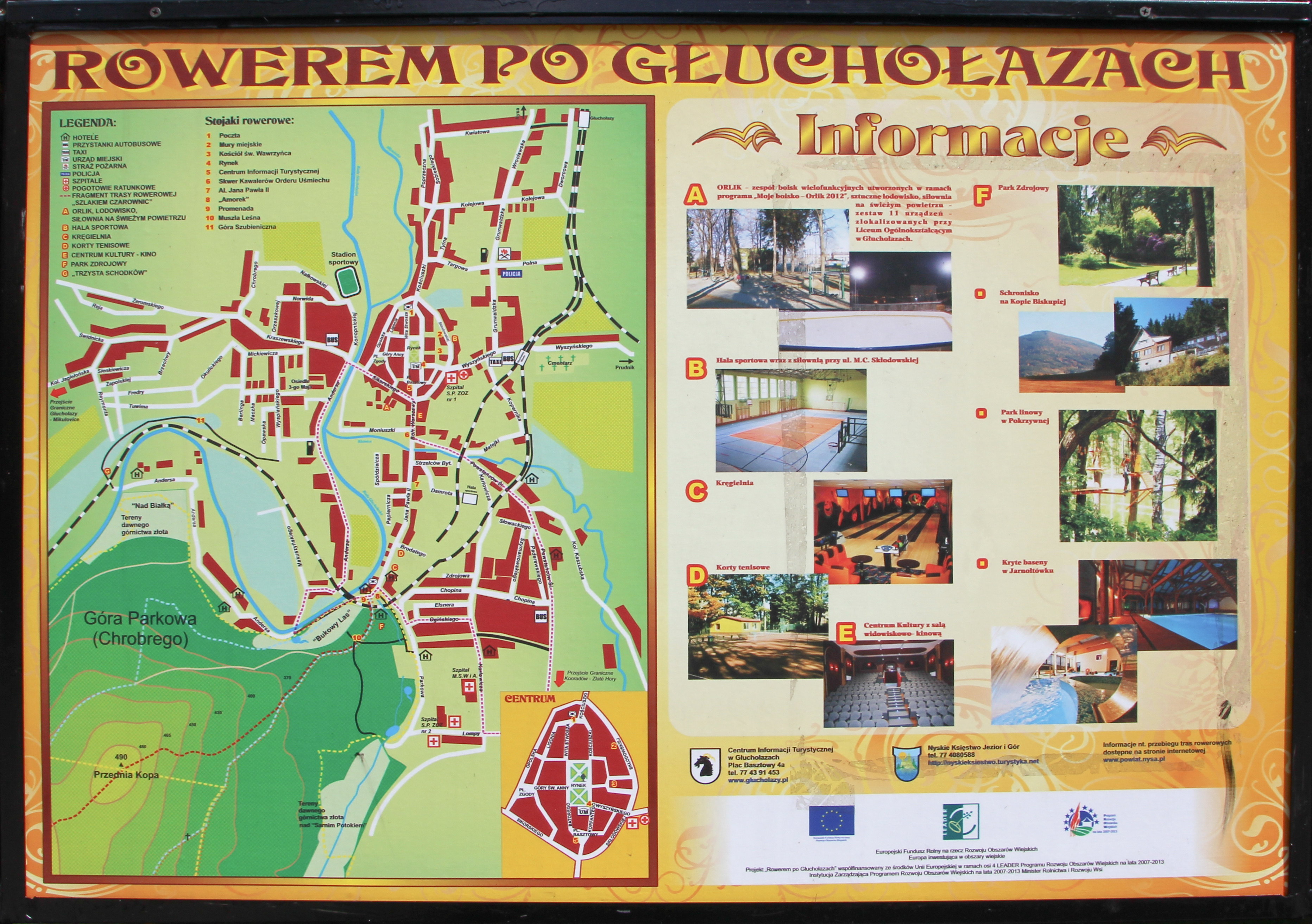
Planta da cidade

A igreja de São Lourenço em Głuchołazy é mencionada no Cânone Histórico Nacional da Polônia.
A filial de Prudnik da Associação Turística dos “Sudetos Orientais” criou o Distintivo de turismo da Terra de Prudnik, o qual é obtido ao visitar um número adequado de locais em cidades e vilarejos na área de Prudnik e, condicionalmente, em cidades e vilarejos no Parque Paisagístico das Montanhas Opawskie, incluindo Głuchołazy. O PTTK Prudnik também concede um distintivo de turismo de ciclismo no “Reino de Praděd” para visitar Głuchołazy, entre outros lugares.
Em 13 de julho de 2010, como parte da VI Semana Europeia do Ciclismo organizada em Prudnik e com a participação de ciclistas de toda a Europa, uma rota do “Dia Tcheco” passou por Głuchołazy.

### Instalações recreativas e turísticas
- Rotas turísticas
- Rotas de bicicleta
- Montanha Parkowa

### Trilhas de caminhada
As seguintes trilhas turísticas passam por Głuchołazy:
- Trilha Principal dos Sudetos Mieczysław Orłowicz (440 km): Prudnik – Świeradów-Zdrój
- Głuchołazy-Zdrój – Pod Przednią Kopą (2,2 km)
- Reserva Nad Białką – Mikulovice (1,7 km)
- Głuchołazy-Zdrój – Reserva Nad Białką (1,5 km)

### Trilhas para ciclistas
As seguintes trilhas para ciclistas passam por Głuchołazy:
- Trilha de bicicleta PTTK n.º R9: Głuchołazy — Kolonia Jagiellońska — Bodzanów — Rudawa — Nowy Świętów — Wilamowice Nyskie — Gierałcice - Biskupów - Łączki — fronteira das voivodias de Opole e da Baixa Silésia.
- Trilha de bicicleta PTTK n.º 60-c: Prudnik — Prudnik, Osiedle Tysiąclecia — Lipno — Prudnik-Las — Dębowiec — Pokrzywna — Jarnołtówek — Konradów — Głuchołazy — Kolonia Jagiellońska — Gierałcice — Biskupów — Burgrabice — Kijów — Gościce

## Galeria

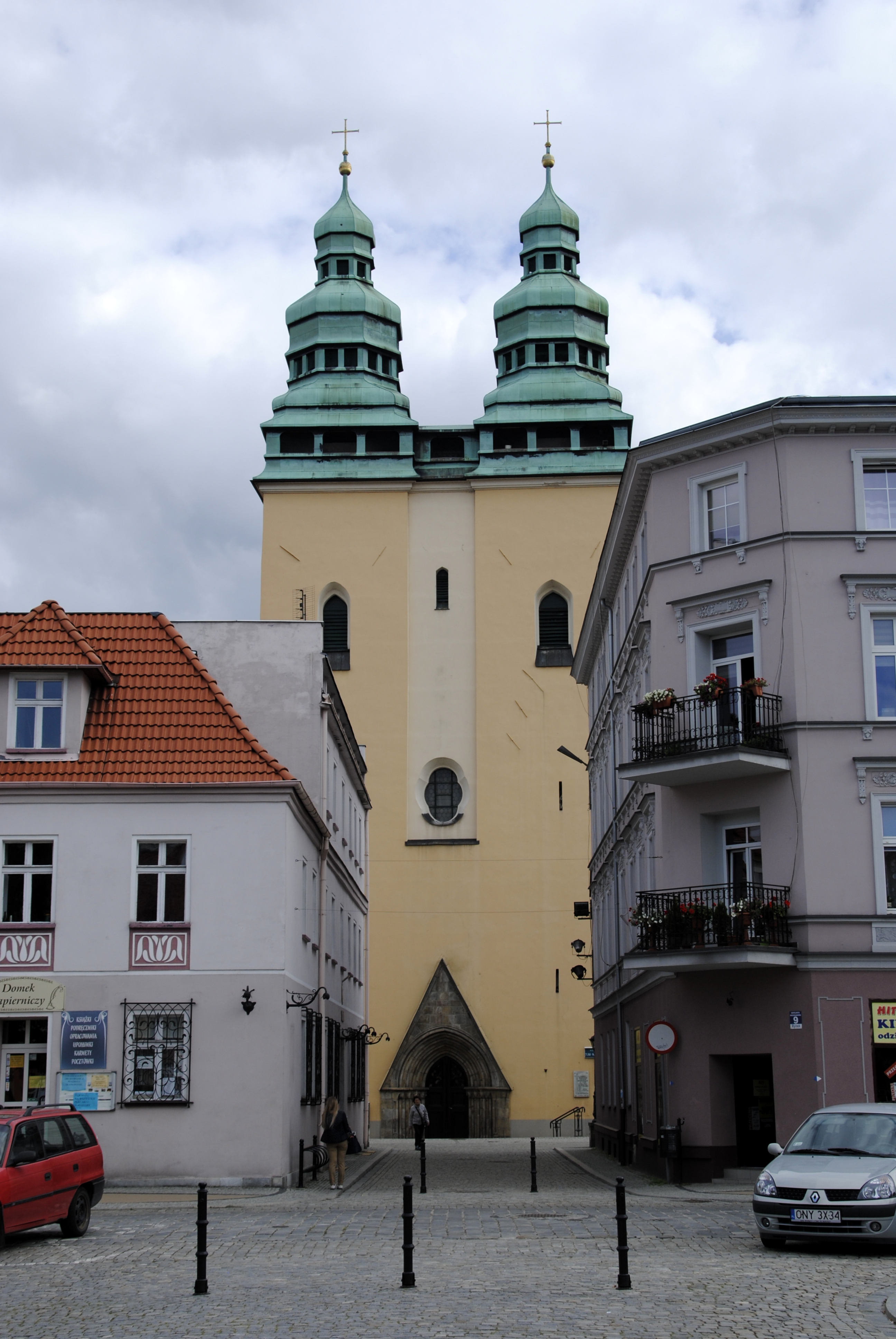
Igreja de São Lourenço vista da praça principal
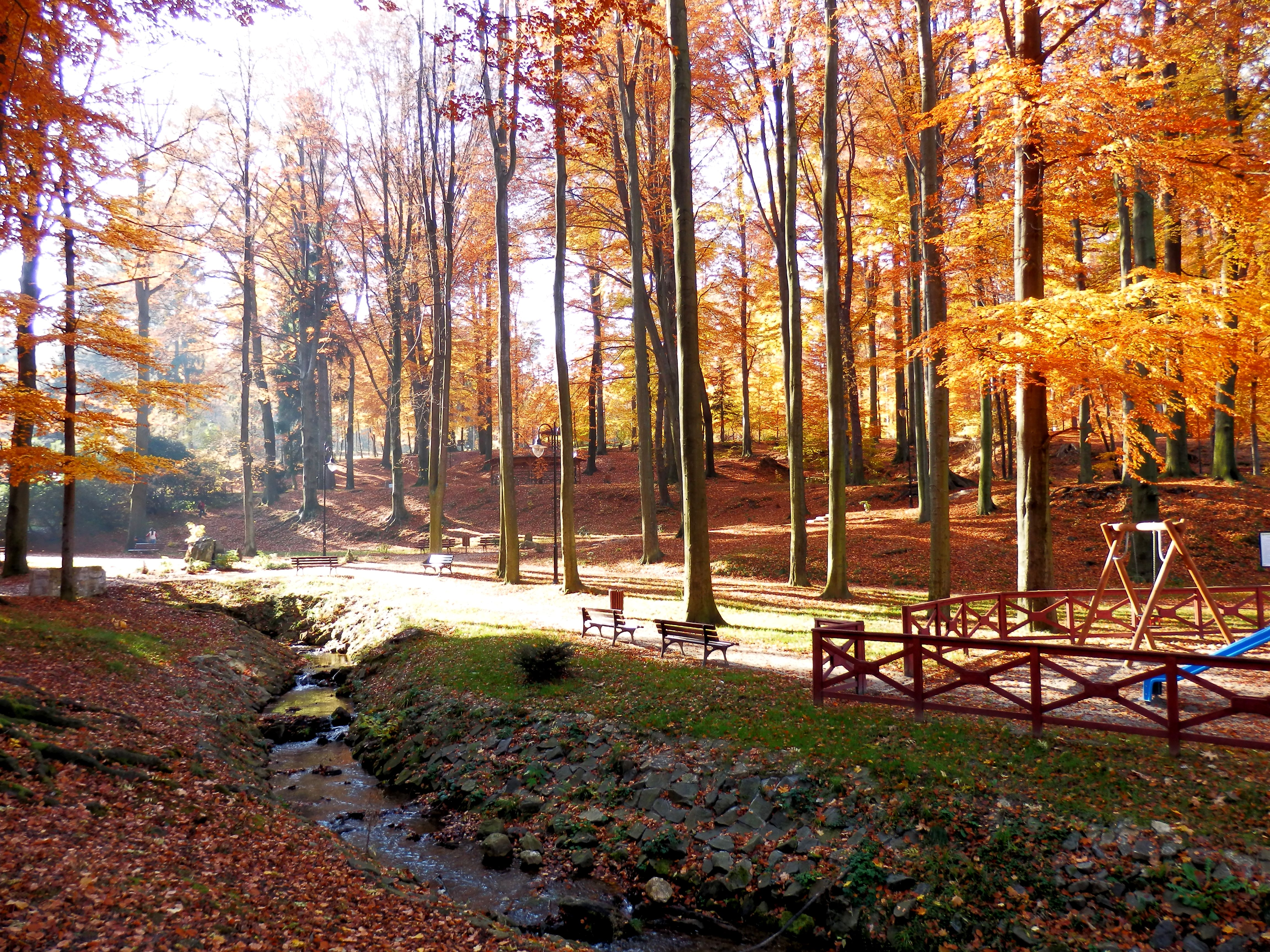
Spa Park no outono
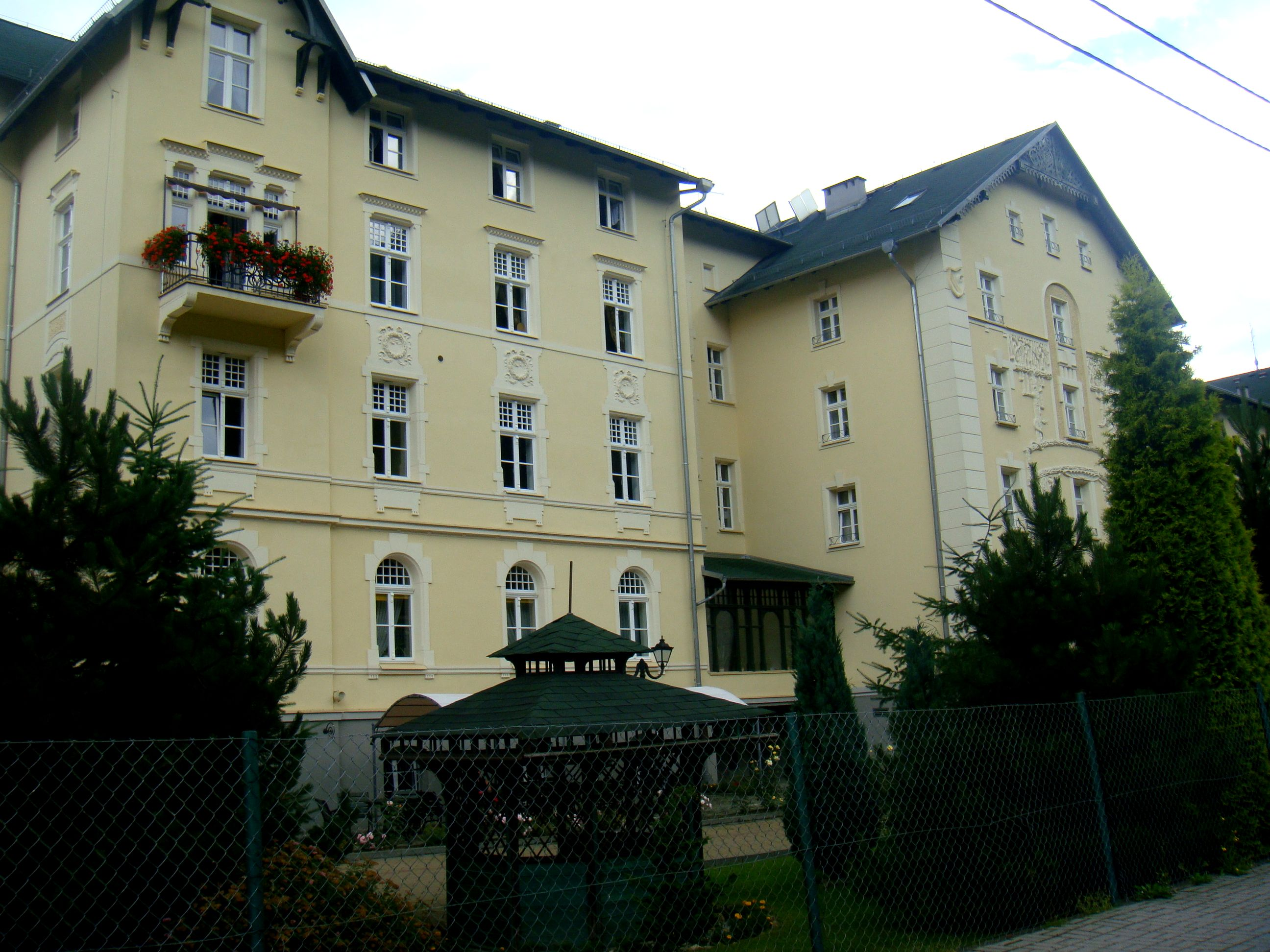
Skowronek centro de reabilitação e lazer
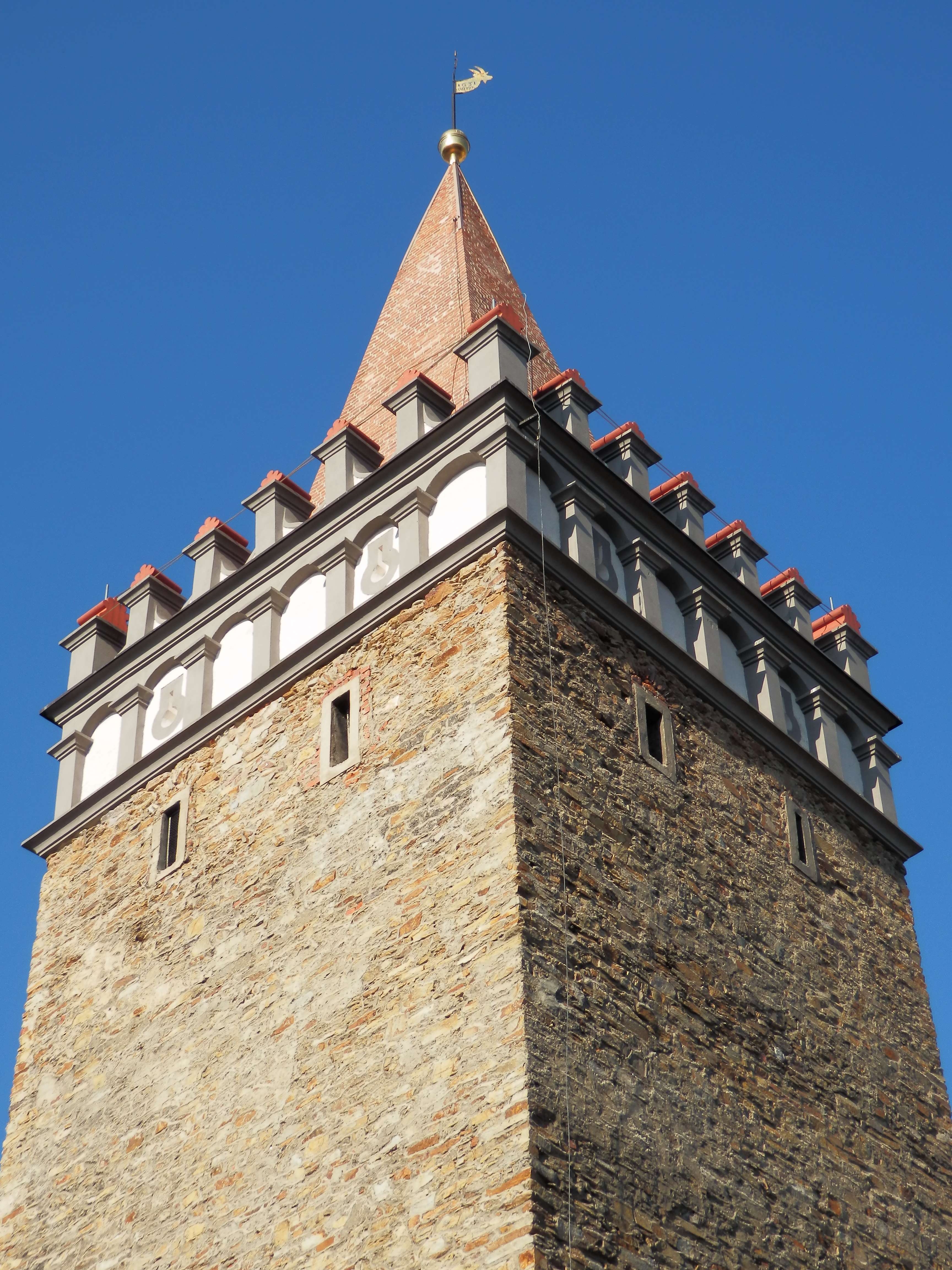
Torre do Portão Superior, um remanescente das muralhas defensivas medievais
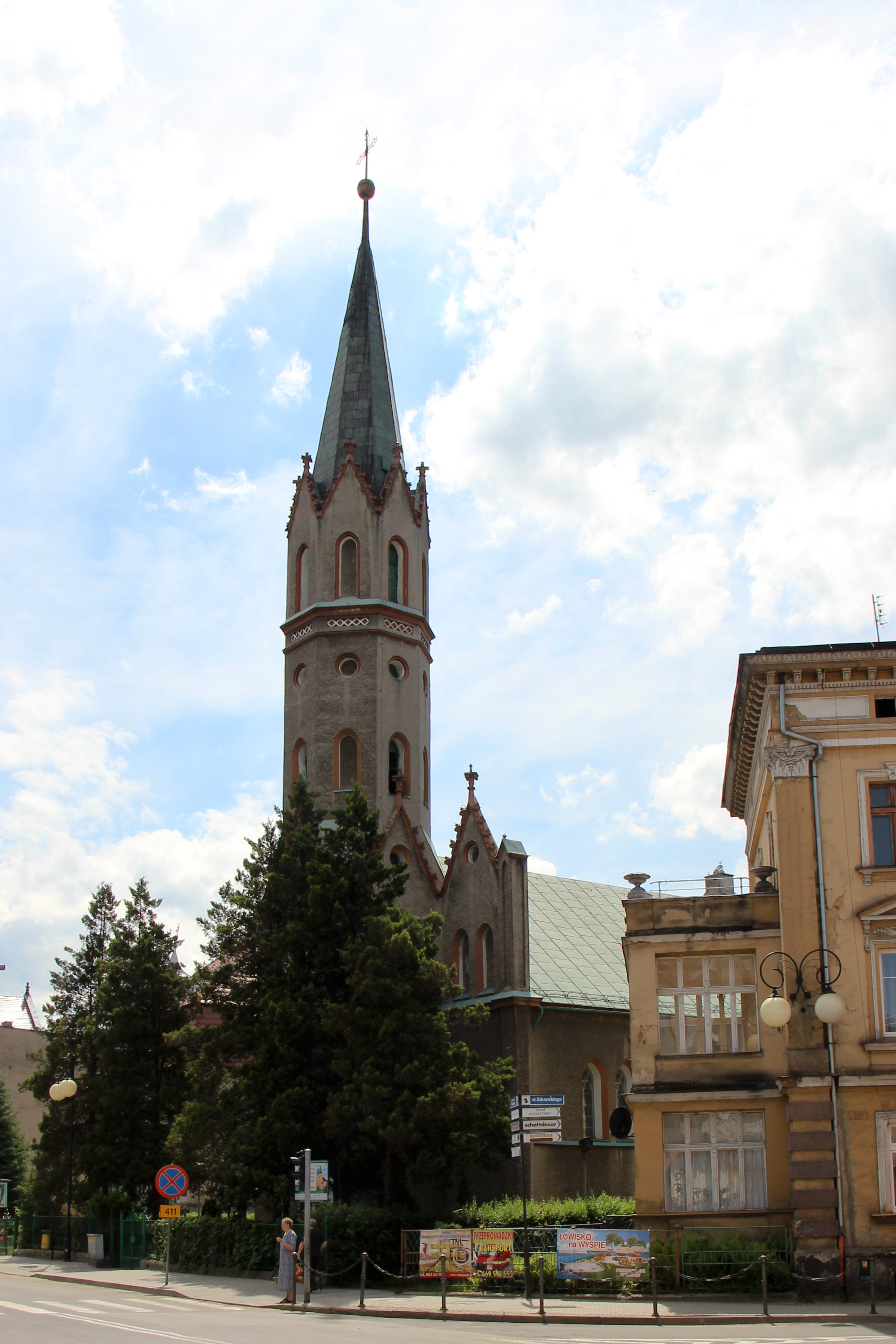
Igreja de São Francisco
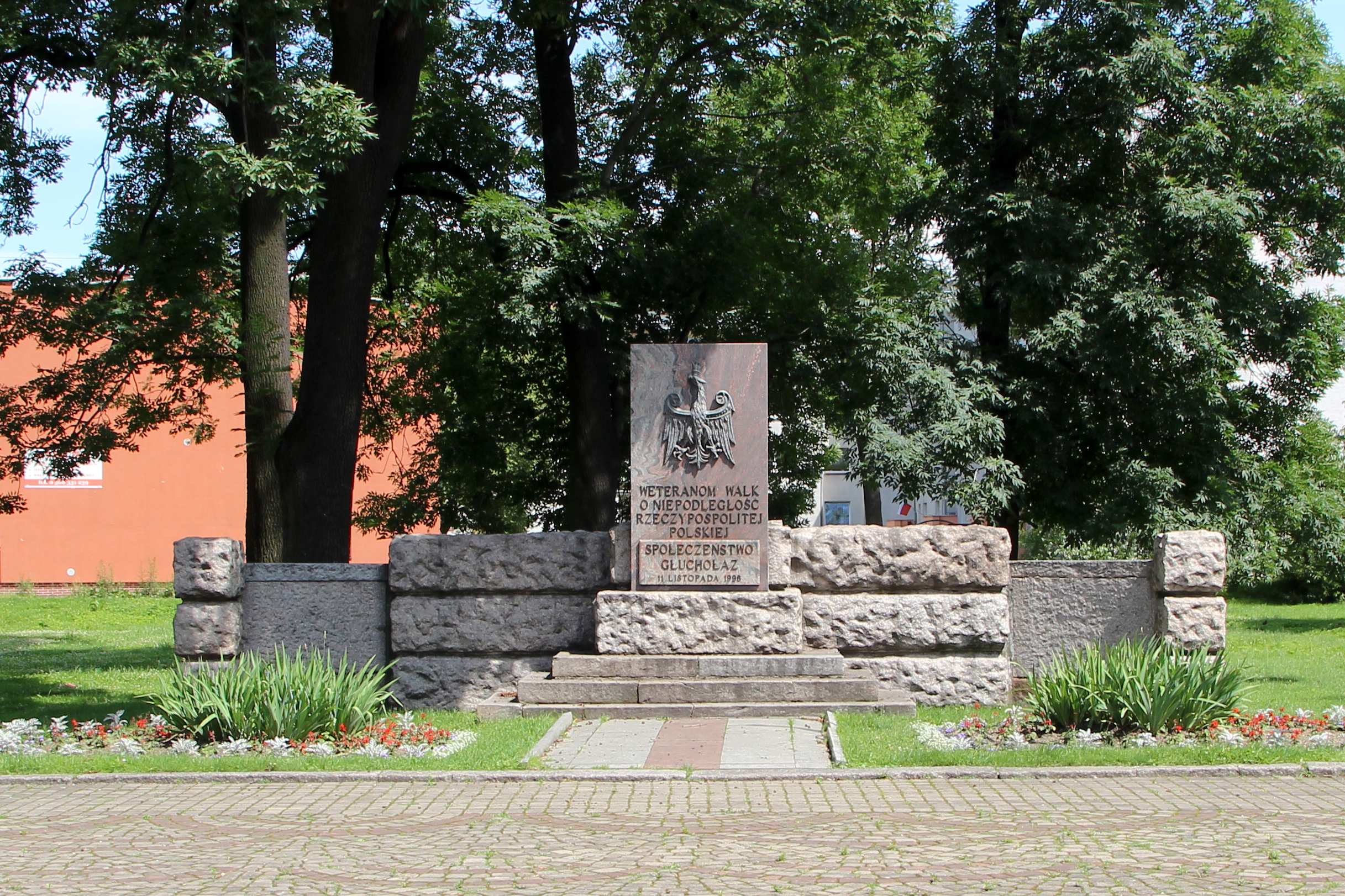
Monumento dedicado aos veteranos da luta pela independência da Polônia
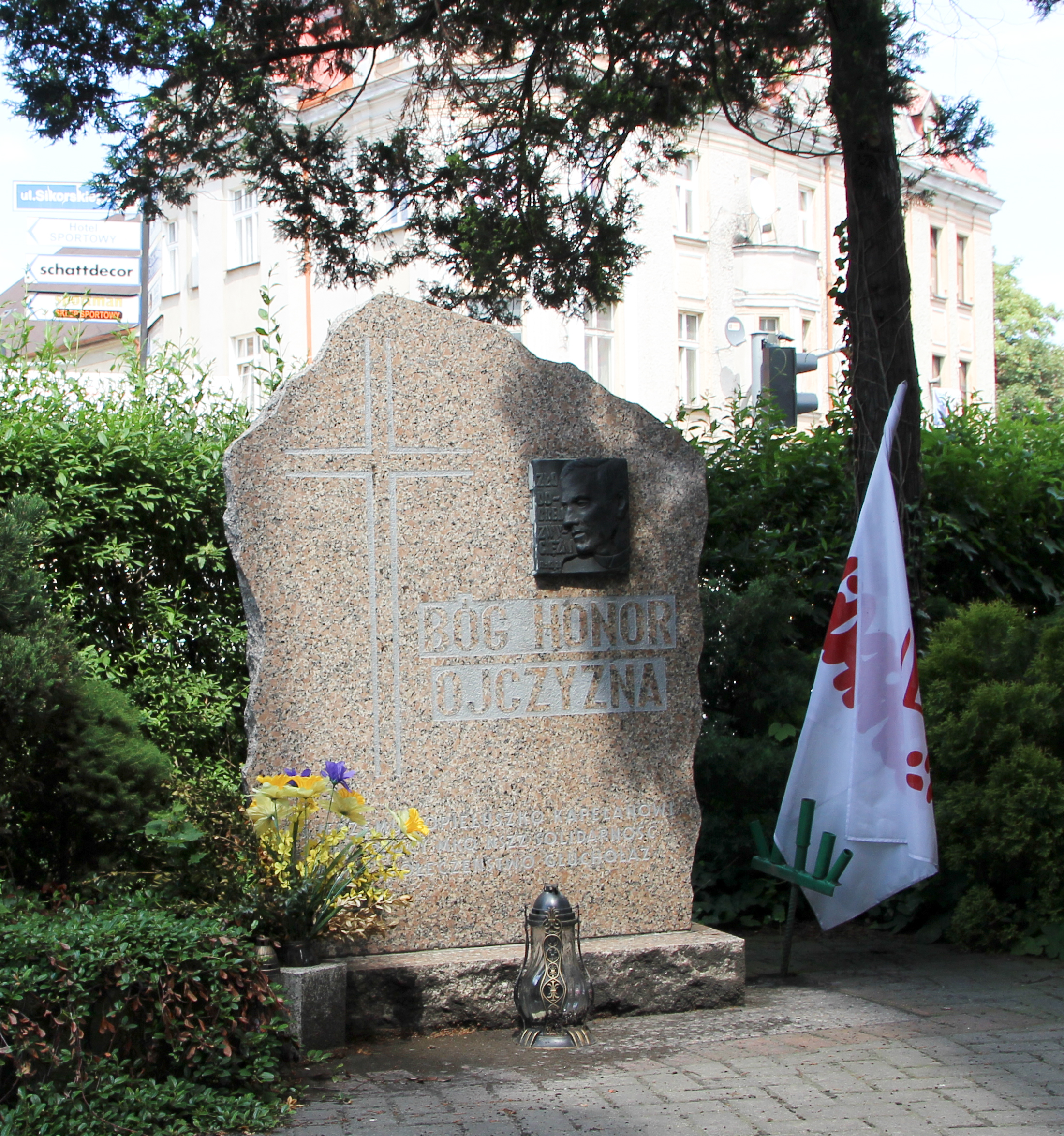
Pedra memorial para Jerzy Popiełuszko